# Tarraco

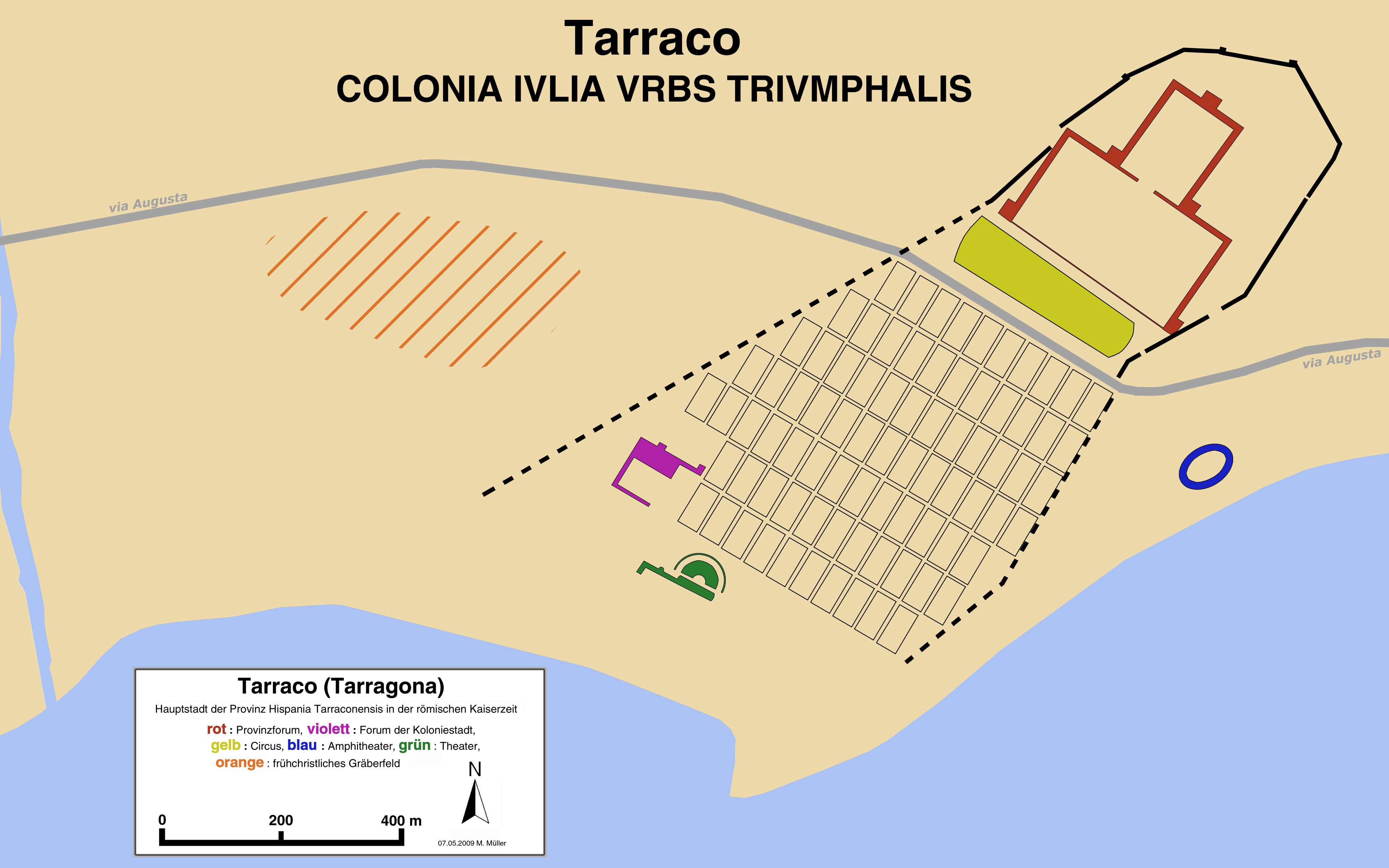
Lageplan des kaiserzeitlichen Tarraco mit den wichtigsten Gebäuden

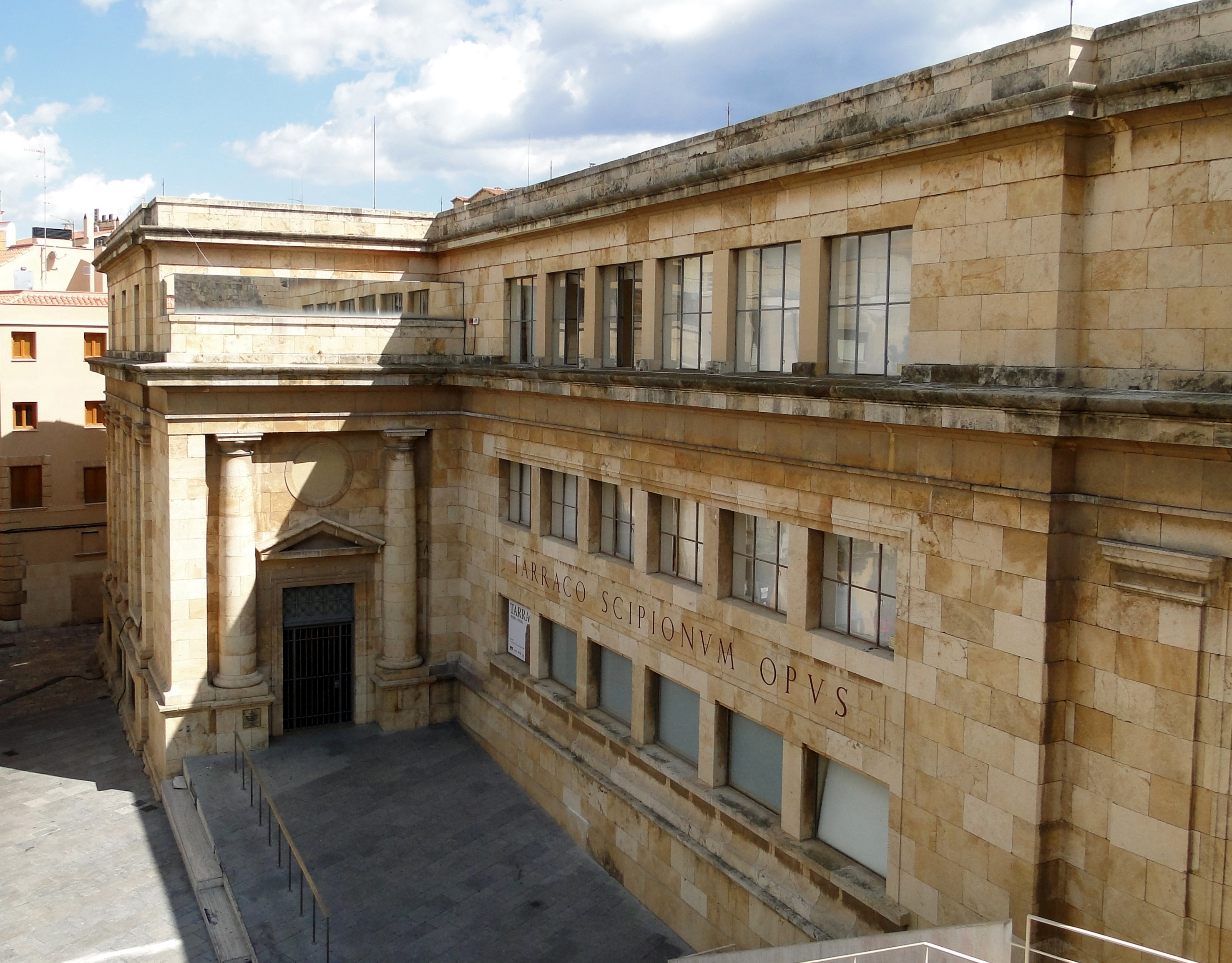
Museu Nacional Arqueològic de Tarragona (MNAT), in dem die wichtigsten Funde der Römerzeit ausgestellt sind

Tarraco ist der antike Name der heutigen Stadt Tarragona in der spanischen Region Katalonien. In der römischen Kaiserzeit war sie eines der bedeutendsten Zentren der Iberischen Halbinsel und Hauptstadt einer der größten römischen Provinzen, der nach ihr benannten Hispania Tarraconensis. Ihre vollständige Bezeichnung lautete seit augusteischer Zeit Colonia Iulia Urbs Triumphalis Tarraco.
Seine Blütezeit erlebte Tarraco im 1. und 2. Jahrhundert: Archäologische Untersuchungen lassen in den oberen Stadtbezirken ein monumentales Bauprogramm greifbar werden, mit dem die Stadt zu dieser Zeit ihren Macht- und Repräsentationsanspruch unterstrich. Durch einen reichen Bestand an erhaltenen Steindenkmälern können heute viele Facetten der antiken Metropole rekonstruiert werden. Aufgrund ihrer besonderen historischen Bedeutung wurden die Monumente der Römerstadt im Jahr 2000 als Archäologisches Ensemble von Tarraco zum UNESCO-Welterbe erklärt.

## Geschichte

### Vorgeschichte und Zweiter Punischer Krieg

Die Eroberung der Iberischen Halbinsel durch die Römer dauerte über 200 Jahre

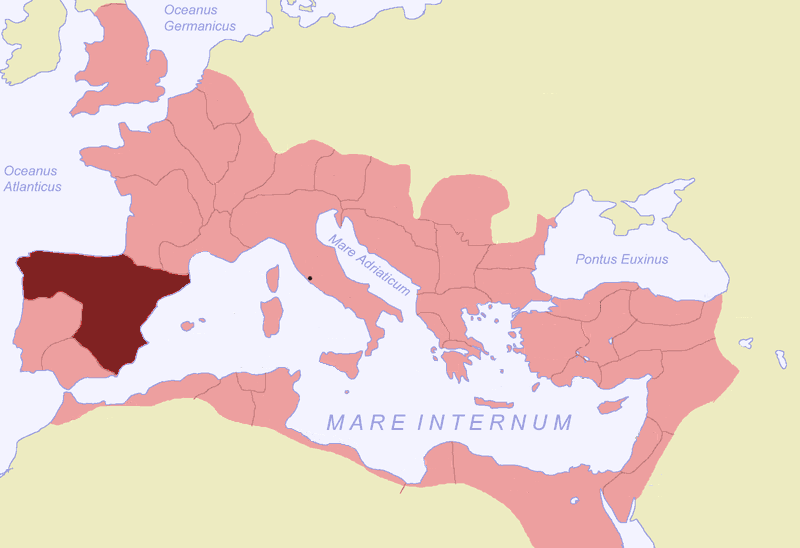
Lage der römischen Provinz Hispania Tarraconensis

Die spanischen Provinzen nach der augusteischen Reform

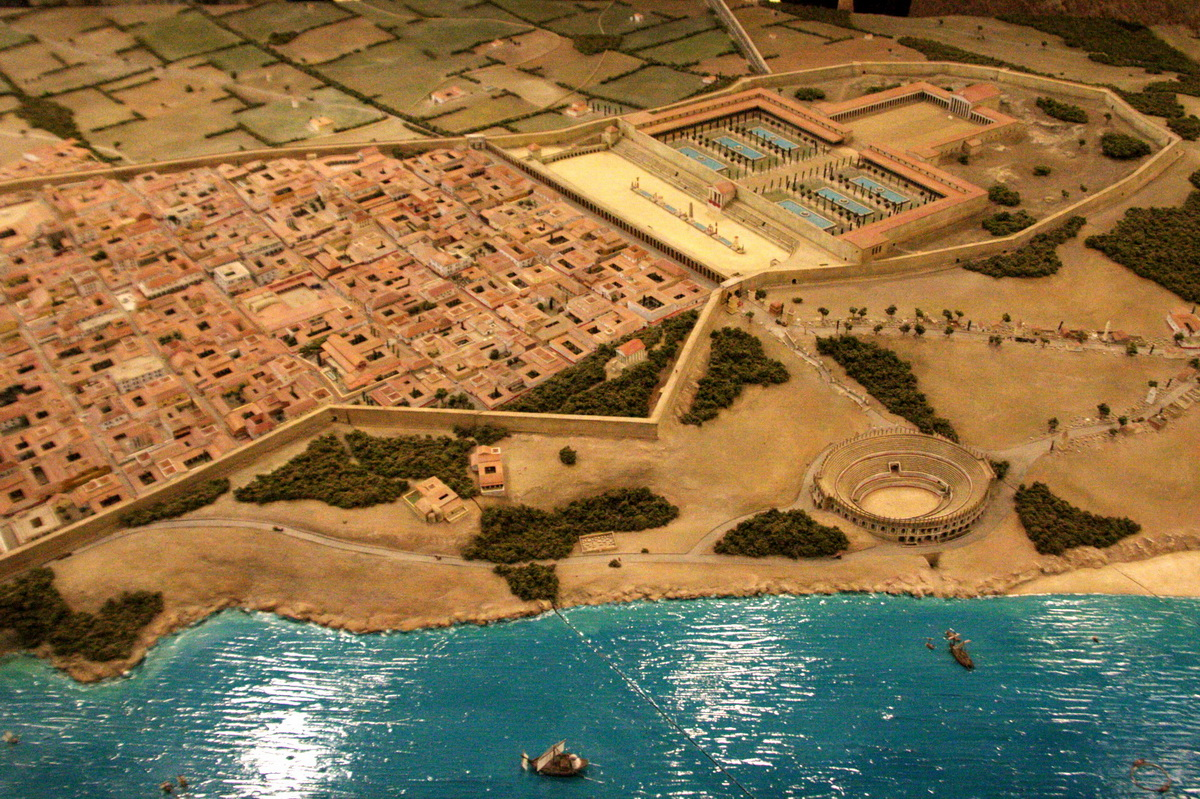
Modell der oberen Stadtbezirke in der hohen Kaiserzeit

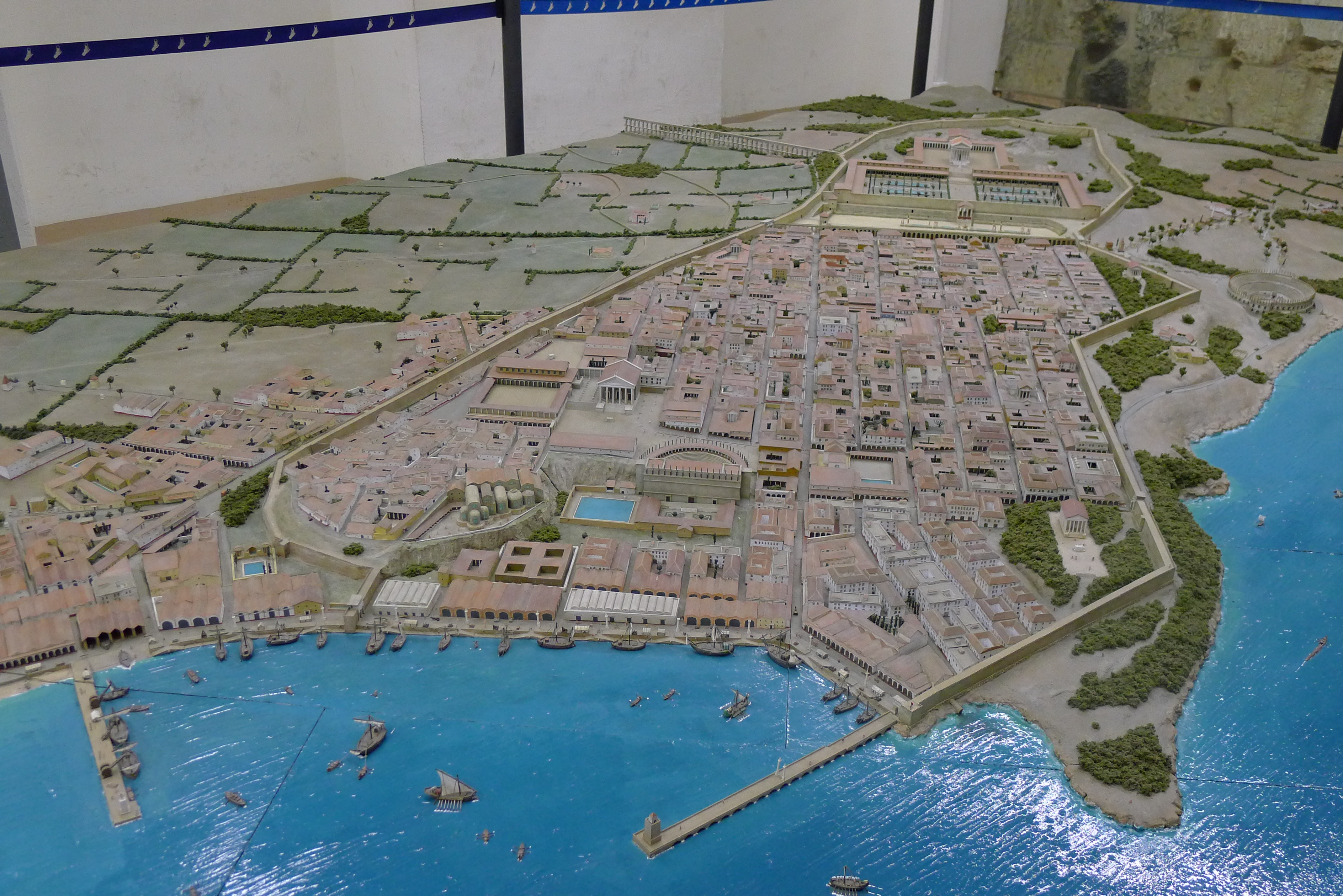
Modell der hohen Kaiserzeit, Blick von Süden

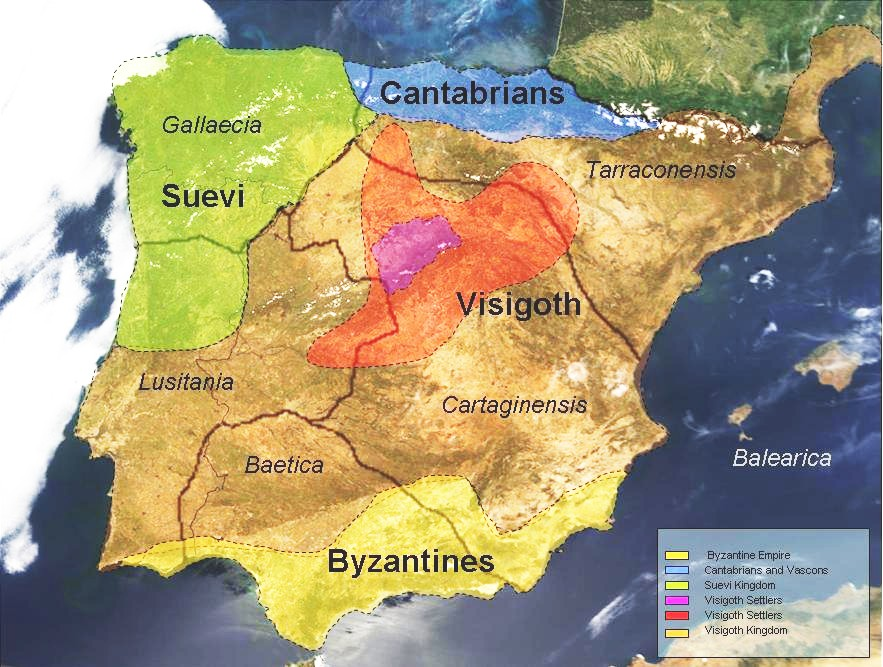
Die Iberische Halbinsel in der Spätantike

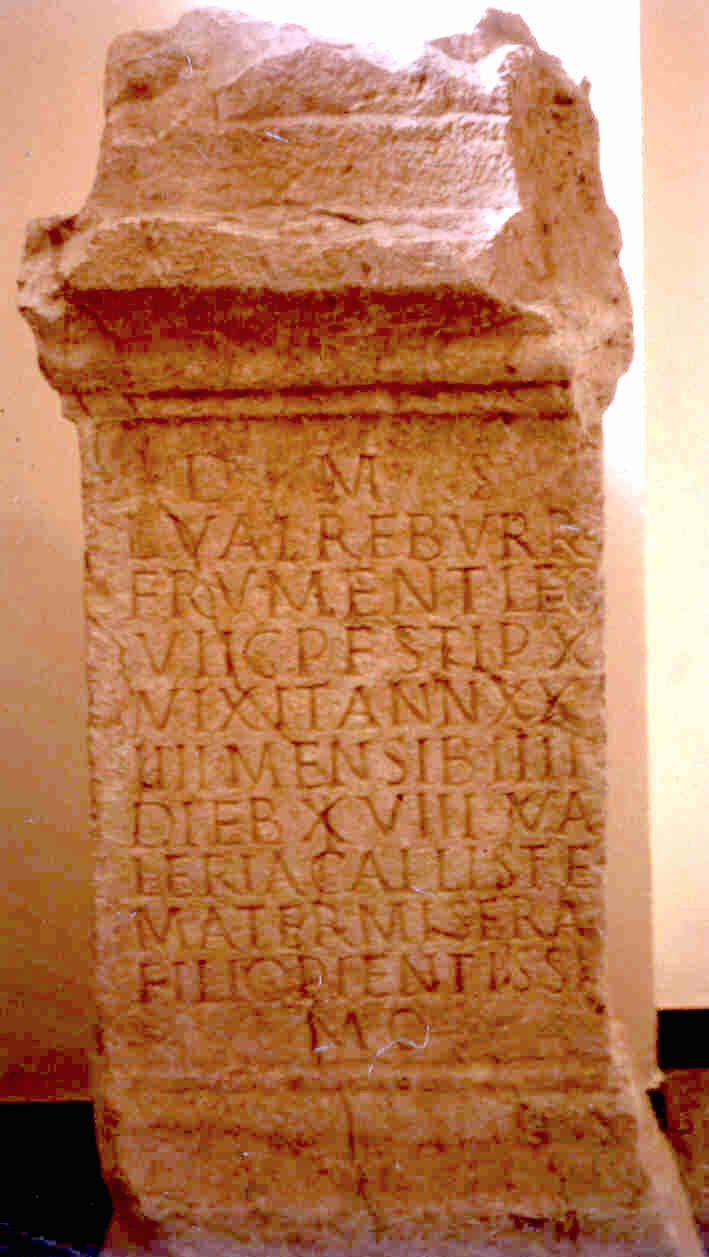
Das Inschriftenmaterial weist häufig die Anwesenheit von militärischem Personal nach (hier ein frumentarius der Legio VII Gemina aus León)

Das Stadtgebiet wurde in vorrömischer Zeit von Iberern besiedelt, die mit den an der Küste siedelnden Griechen und Phöniziern Handelskontakte besaßen. Iberische Siedlungen lagen besonders im nahe gelegenen Ebrotal; im Stadtgebiet von Tarragona gibt es Siedlungsfunde seit dem 5. Jahrhundert v. Chr. Besonders in der carrer de Caputxins nahe dem römischen Theater fand man Siedlungsreste sowie Bruchstücke attischer Keramik. In dem tiefer und näher zum Mittelmeer gelegenen Stadtteil befand sich zwar kein schützender Hafen, jedoch bildete die Mündung des Flusses Francolí (Tulcis) eine kleine Bucht. Wahrscheinlich bestand in der Nähe dazu eine kleinere Siedlung.
Quellen zur Stammeszugehörigkeit der hier siedelnden Iberer widersprechen sich stark: Titus Livius erwähnt ein oppidum parvum („kleine Siedlung“) namens Cissis, Polybios nennt eine Polis namens Kissa (Κίσσα). Bald nach der Landung des Gnaeus Cornelius Scipio Calvus in Empúries (Emporion) 218 v. Chr. im Zweiten Punischen Krieg wird Tarraco erstmals erwähnt. Livius schreibt, dass die Römer in der Nähe von Cissis ein punisches Nachschublager für die Truppen Hannibals eroberten und die Stadt plünderten (Schlacht von Cissa). Kurze Zeit später wurden die Römer „nicht weit von Tarraco“ (haud procul Tarracone) geschlagen.
Es bleibt dabei unklar, ob Cissis und Tarraco identisch sind. Verschärft wird dies noch durch eine in Empúries gefundene Münze, welche die iberische Aufschrift Tarakon-salir trägt (salir bedeutet wahrscheinlich „Silber“). Diese Münze, nach emporianischen Vorbildern an einem unbekannten Ort geprägt, wird allgemein auf die Zeit um 250 v. Chr. datiert, in jedem Fall vor der Ankunft der Römer. Der Name Kesse erscheint auf einer Reihe von Münzen iberischer Herkunft aus dem 1. und 2. Jahrhundert vor unserer Zeitrechnung. Diese wurden nach römischen Gewichtsnormen geprägt. Sie kamen hauptsächlich in Tarraco ans Tageslicht, was die Vermutung nahelegt, dass sie auch dort geprägt wurden. Kesse ist wohl mit Cissis gleichzusetzen, wohl der Hauptort der von Plinius dem Älteren erwähnten Cissetani. Für eine früher von Adolf Schulten vermutete Herkunft des Namens aus dem Etruskischen gibt es keine Belege.
Im Jahr 217 v. Chr. ging die römische Verstärkung unter Publius Cornelius Scipio in Tarraco an Land. Tarraco war Winterquartier in den Jahren 211 und 210, in dem Publius Cornelius Scipio Africanus dort die Stämme Spaniens zum conventus versammelte. Die Bevölkerung verhielt sich während des Krieges weitgehend loyal zu den Römern. Livius nennt sie „Verbündete und Freunde des römischen Volkes“ (socii et amici populi Romani), die Fischer von Tarraco (piscatores Tarraconenses) waren mit ihren Booten bei der Belagerung von Carthago Nova behilflich.
Die enge Verknüpfung der frühesten römischen Geschichte Tarragonas zum Geschlecht der Scipionen hat bereits Plinius zum Ausdruck gebracht, als er feststellte, Tarraco sei ein Werk der Scipionen (Tarraco Scipionum opus) wie Karthago eines der Punier.

### Tarraco in der Zeit der römischen Republik
In den folgenden beiden Jahrhunderten scheint Tarraco in den Kriegen gegen die Keltiberer die Rolle als Nachschubbasis und Winterlager, die es während des Zweiten Punischen Krieges innehatte, weitestgehend beibehalten zu haben. Deshalb wird allgemein von einer militärischen Präsenz in dieser Zeit ausgegangen, ohne dass ein Truppenlager lokalisiert wäre. Es befand sich möglicherweise im höher gelegenen Bereich der Altstadt, worauf Teile der erhaltenen Stadtmauer Hinweise geben. 197 v. Chr. wurden die eroberten Gebiete, noch schmale Streifen an der Küste Spaniens, in die beiden neuen Provinzen Hispania citerior und Hispania ulterior geteilt. Obwohl Strabon berichtet, dass die Statthalter sowohl in Carthago nova als auch in Tarraco residierten, gibt es zahlreiche Indizien, dass in der republikanischen Zeit Tarraco vorwiegend als Statthaltersitz genutzt wurde.
Nicht völlig geklärt ist der rechtliche Status Tarracos; möglicherweise war Tarraco während der Republik als conventus civium Romanorum (Zusammenkunft römischer Bürger der Provinz) mit zwei magistri (zivile „Vorsteher“) an der Spitze organisiert. Gaius Porcius Cato, Konsul des Jahres 114 v. Chr., wählte im Jahr 108 Tarraco als Ort seiner Verbannung. Da eine Verbannung offiziell ein Verlassen des römischen Staates bedeutete, würde das heißen, dass Tarraco zu diesem Zeitpunkt eine freie oder höchstens eine verbündete Stadt war.
Nach der Beendigung des Sertoriusaufstandes setzten die Tarraconenser eine Ehreninschrift für Gnaeus Pompeius Magnus. Nach Strabon hatte eines der letzten Gefechte unweit von Tarraco stattgefunden. Als Caesar 49 v. Chr. bei Ilerda (Lleida) die Anhänger des Pompeius besiegte, schickten die Tarraconenser eine Huldigungsgesandtschaft und unterstützten sein Heer mit Lebensmitteln. Die Pompeiusinschrift musste nun umgewidmet werden. Kurzerhand wurde der Stein gewendet und auf der neuen Vorderseite eine Inschrift an einen Gefolgsmann Caesars namens Publius Mucius Scaevola angebracht. Nicht überliefert ist, zu welchem Zeitpunkt Tarraco zur römischen Bürgerkolonie erklärt wurde. Einerseits galt Caesars Sieg über die Pompeianer 45 v. Chr. bei Munda als auslösendes Moment, andererseits könnte aber auch sein Adoptivsohn und Nachfolger Augustus Tarraco mit diesem Status ausgezeichnet haben. In der aktuellen Forschung wird vorsichtig für die Zeit um 36 v. Chr. plädiert. Caesar habe nach seinem Sieg bei Munda der Stadt Status und Titel als beneficium (Wohltat, Verdienst, Auszeichnung) verliehen.

### Augusteische Zeit
Im Jahr 27 v. Chr. begab sich Kaiser Augustus nach Spanien, um die Feldzüge in Kantabrien zu beaufsichtigen. Wegen seiner schwachen Gesundheit zog er es jedoch vor, in Tarraco zu bleiben, hier trat er sein 8. und 9. Konsulat an. Wahrscheinlich während seiner Anwesenheit wurde ihm in Tarraco ein Altar geweiht. Auf ihn bezieht sich eine Anekdote des Rhetorikers Quintilian: „Die Bewohner von Tarraco berichteten Augustus, dass eine Palme auf dem Altar gewachsen war, der ihm geweiht war. ‚Es scheint‘, antwortete er, ‚dass er nicht oft benutzt wird.‘“ Des Weiteren ließ er später die alte via Herculea zur Via Augusta ausbauen. Ein Meilenstein, gefunden auf der Plaza del Toros, erwähnt die Straße zwischen 12 und 6 v. Chr. Sie führte im Nordosten über Barcino nach Tropaeum Pompei und im Südwesten über Dertosa in Richtung Saguntum und Valentia.
Wohl während der Anwesenheit des Augustus wurden die spanischen Provinzen neu geordnet. Hispania ulterior wurde aufgeteilt in die beiden neuen Provinzen Baetica und Lusitania. Tarraco wurde spätestens unter Augustus zur festen Hauptstadt der Hispania citerior, für die sich in der Kaiserzeit im Sprachgebrauch der Name Hispania Tarraconensis durchsetzte.
Die Stadt erlebte unter Augustus eine Blütezeit. Der Schriftsteller Pomponius Mela beschreibt sie im 1. Jahrhundert folgendermaßen: „Tarraco ist die reichste Hafenstadt an dieser Küste“ (Tarraco urbs est in his oris maritimarum opulentissima). Tarraco prägte unter Augustus und Tiberius eigene Münzen mit Darstellungen des Kaiserkultes und der Aufschrift CVT, CVTT oder CVTTAR.
Nach seinem Tod im Jahre 14 n. Chr. wurde Augustus förmlich zum Gott erklärt. 15 n. Chr. wurde ihm wahrscheinlich im östlichen Stadtteil oder in der Nähe des Kolonieforums ein Tempel geweiht. Dieses Ereignis wird in den annales von Tacitus erwähnt.

### Die Stadt in der hohen Kaiserzeit
Im Jahr 68 n. Chr. wurde Galba in Carthago Nova zum Kaiser ausgerufen. Er hatte acht Jahre in Tarraco residiert. Nach dem Vierkaiserjahr 69 begann Vespasian eine Neuordnung der zerrütteten Staatsfinanzen. Nach Plinius war eines der Mittel dazu, ganz Spanien das latinische Bürgerrecht zu gewähren. Dadurch wurden die spanischen Territorien, die von alters her in städtische Gebiete und Territorien mit einer Stammesorganisation aufgeteilt waren, umgewandelt in Gebiete, die um die städtischen Zentren herum organisiert waren, also Kolonien oder Munizipien. Dies erleichterte die Erhebung von Zöllen und Steuern. Städtische Eliten begannen zunehmend, sich durch Unterstützung von Bauprogrammen und Errichtung von Ehrenmalen zu repräsentieren. Die rege Bautätigkeit, bedingt durch die Neuorganisation der Provinz, lässt sich in Tarraco im 2. Jahrhundert gut fassen. In dieser Zeit wurde aller Wahrscheinlichkeit nach das Amphitheater errichtet sowie der Tempelbezirk und das Provinzialforum im oberen Stadtteil. Etwa zwischen 70 und 180 n. Chr. wurden dort die meisten Statuen aufgestellt.
Unter Kaiser Trajan ist als Patron der Stadt der Senator Lucius Licinius Sura belegt. Er wird auf der Inschrift des Arc de Berà genannt, die zwar sekundär dort verbaut, jedoch aus der näheren Umgebung stammen dürfte. Sura stammte selbst aus der Tarraconensis  und erreichte höchste Staatsämter. Wohl im Winter 122/123 n. Chr. besuchte Hadrian die Stadt und hielt hier einen Landtag (conventus) für ganz Spanien ab. Auch ließ er den Augustustempel erneuern.
Mit dem Ende des zweiten Jahrhunderts setzten in Tarraco offensichtlich wirtschaftliche Schwierigkeiten ein. Es wurden nur noch wenige Ehrenstatuen in der Stadt errichtet, wahrscheinlich, weil deren Finanzierung zu teuer geworden war. Anscheinend wurden seit der Severerzeit auch verstärkt Postamente beispielsweise als Grabsteine wiederverwendet. In diese Zeit fällt die Niederlage des Gegenkaisers Clodius Albinus; unter seinen Anhängern war auch der Statthalter der Tarraconensis Lucius Novius Rufus. Das folgende Strafgericht des Septimius Severus traf damit auch die führenden Männer der Provinz und der Stadt. Fast gleichzeitig verschwinden die Inschriften, die dem concilium provinciae gewidmet sind. Dafür erscheinen ab jetzt verstärkt Inschriften, die dem Statthalter von Seiten seines militärischen Personals gewidmet wurden. Von nun an waren es weniger die einflussreichen Kaufleute, die im ordo decurionum saßen, als vielmehr die patroni der Spätantike, große Gutsbesitzer und hohe Beamte. Severus ließ den Augustustempel erneuern, Elagabal das Amphitheater, wie ein Inschriftenfund beweist.
Im Jahr 259 wurden im Amphitheater von Tarraco während der valerianischen Christenverfolgung der Bischof Fructuosus und seine beiden Diakone Augurius und Eulogius hingerichtet. Mit dem von Prudentius bezeugten Martyrium beginnen die Nachrichten über eine christliche Gemeinde in Tarraco. Archäologische Nachrichten sind erst am Ende des 3. Jahrhunderts durch Bestattungen im Bereich der Nekropole am Ostufer des Tulcis fassbar. Christliche Bauten sind in Tarraco literarisch erst am Anfang des 5. Jahrhunderts überliefert.

### Spätantike
Mit einem Frankeneinfall um das Jahr 260 n. Chr. ist in der Geschichte Tarracos ein Einschnitt fassbar, der einen frühzeitigen Übergang der Stadt zu spätantiken Strukturen zur Folge hatte. Neben schriftlichen Quellen gibt es wenige archäologische Zeugnisse wie die Zerstörung der Villa rustica von Altafulla, östlich von Tarraco an der via Augusta. Dabei wurde ein Münzschatz verborgen, der zwischen die Jahre 259 und 262 n. Chr. datiert wird. Mit Ausnahme des kleinen Hafengebiets begann eine Verödung der städtischen Wohnquartiere in den tiefer gelegenen Stadtteilen. Das Forum der Kolonie wurde im 4. Jahrhundert aufgegeben. Die Entwicklung fand ihren Abschluss im 4. und 5. Jahrhundert, als der obere Stadtteil und das Provinzialforum mit staatlichen und kirchlichen Repräsentationsbauten sowie zivilen Wohnquartieren überbaut wurde. In den ehemaligen Aufgängen zu den oberen Stadtbezirken wurden Siedlungsabfälle abgelagert, die belegen, dass die städtische Bevölkerung weiterhin Waren über den Fernhandel importierte, besonders aus Nordafrika. Im epigraphischen Material Tarracos ist in dieser Zeit ein Einschnitt zu erkennen. Selbst für Postamente von Kaiserstatuen wurden in der folgenden Zeit frühere Denkmäler wiederverwendet. Es treten zudem häufiger Inschriften auf, die auf Wiederherstellung von Gebäuden hinweisen.
Durch die Reformen der Reichsverwaltung unter Diokletian wurde die ganze Iberische Halbinsel in einer Diözese zusammengefasst, die in sechs Provinzen unterteilt war. Tarraco blieb Provinzhauptstadt, wenn auch nur noch einer wesentlich reduzierten Provinz. Die möglicherweise bei dem Frankeneinfall zerstörten Gebäude wurden erst allmählich wieder aufgebaut oder durch neue ersetzt. Diokletian und Maximian ließen zwischen 286 und 293 eine porticus Iovae („Jupiter-Portikus“, möglicherweise Teil einer Basilika) errichten.
Seit der Mitte des 3. Jahrhunderts war die Stadt Bischofssitz und blieb es später unter westgotischer Herrschaft. Die Namen vieler späterer Bischöfe sind aus Konzilsakten bekannt. Mit dem Beginn des 5. Jahrhunderts war Tarraco im Zuge der Völkerwanderung nach dem Rheinübergang von 406 von einem Einfall der Alanen, Vandalen und Sueben betroffen; welchen Schaden er der Stadt zufügte, ist unklar. In den Jahren 468/472 wurde in Tarraco den Kaisern Leo und Anthemius die späteste Kaiserinschrift gesetzt.
Im Jahre 476, nach dem Fall Roms und dem Untergang des weströmischen Reiches, wurde Tarraco von den Westgoten unter ihrem König Eurich eher besetzt als erobert. Anscheinend ging die Einnahme der Stadt ohne größere Einschnitte für deren Bürger vonstatten; Anhaltspunkte für Zerstörungen gibt es jedenfalls nicht und es ergab sich keine Änderung im Namenmaterial. Die Westgoten übernahmen die städtischen Strukturen und stellten eine dünne Oberschicht. Die Funde des christlichen Friedhofes bestätigen diese epigraphische Beobachtung, da es sich fast ausschließlich um Gräber von Romanen handelt. Die westgotischen Könige ließen in Tarragona ihre goldenen Trienten bis 713 prägen. Durch die Entscheidung der Westgoten, Toledo zu ihrer Hauptstadt zu machen und die Abgaben nach Barcino zu entrichten, verlor die Stadt in politischer und fiskalischer Hinsicht an Bedeutung, blieb aber als Sitz eines Metropoliten ein bedeutendes kirchliches Zentrum. Das Ende der aus der Antike überkommenen Verhältnisse kam mit der Ankunft der Mauren; um 716 eroberte al-Hurr die Stadt. Nach Angaben des arabischen Chronisten Ahmad ibn Muhammad ibn Musa ar-Razi („Rasis“, 889–955) wurde die Stadt zerstört. Die Schäden hielten sich jedoch in Grenzen, denn arabische Geographen berichteten später von erhaltenen römischen Bauten.

## Archäologisches Ensemble von Tarraco
Das archäologische Ensemble von Tarraco umfasst vierzehn Monumente der römischen Architektur. Es wurde 2000 zum UNESCO-Welterbe erklärt.
Der Antrag zur Aufnahme in die Liste des UNESCO-Welterbes erfolgte 1997. In den Jahren 1998 und 2000 besuchten daraufhin Experten des Internationalen Rats für Denkmalpflege (ICOMOS) Tarragona.
Das Welterbekomitee kam abschließend zur Bewertung, dass Tarraco eine der wichtigsten Städte im Römischen Reich gewesen sei. Sie verfüge daher über hervorragende öffentliche Gebäude. Darüber hinaus gebe es einen beeindruckenden Komplex mit Kultbauten für die kaiserliche Dynastie. Tarraco sei die erste Hauptstadt einer römischen Provinz gewesen und als solche zum Vorbild für nachfolgende Gründungen wie beispielsweise Lugdunum (Lyon) geworden. Die erhaltenen Reste vermittelten einen Eindruck von der gesamten Geschichte der Stadt vom 3. Jahrhundert v. Chr. bis zum Ende der römischen Herrschaft. Darin werde Tarraco lediglich durch die Stadt Rom übertroffen.
Obwohl die meisten römischen Bauten nur in Teilen erhalten und viele unter der neueren Bebauung verborgen seien, vermittelten sie doch einen lebhaften Eindruck von der Pracht dieser Stadt in der römischen Provinz. Es wurde daher eine Aufnahme in die Liste des UNESCO-Welterbes empfohlen.

### Stadtmauer
Die monumentale Stadtmauer ist heute an der höchstgelegenen Stelle von Tarragona, um die Altstadt herum, außer in deren Westen auf einer Länge von über 1100 Metern erhalten. Sie wurde im 12. Jahrhundert, als die Stadt neu besiedelt wurde, offensichtlich noch für tauglich befunden und wieder instand gesetzt. Im Spanischen Erbfolgekrieg (18. Jahrhundert) wurde der höher gelegene Stadtteil zusätzlich mit einer neuen Mauer umgeben, die mit polygonalen Bollwerken zur Unterbringung einerseits und zum Schutz vor der Artillerie andererseits ausgestattet war. Da das mittelalterliche Tarragona wesentlich kleiner war als das kaiserzeitlich-römische, wurde eine Stadtmauer zum Schutz des südwestlichen Sektors gebaut, wodurch sich das mittelalterliche und frühe neuzeitliche Tarragona auf die obersten Terrassen beschränkte. Was von der römischen Substanz außerhalb dieses Mauerringes lag, wurde, abgesehen vom Amphitheater, vergessen. Die Steine wurden wiederverwertet und das Areal allmählich von Feldern und Wiesen bedeckt.

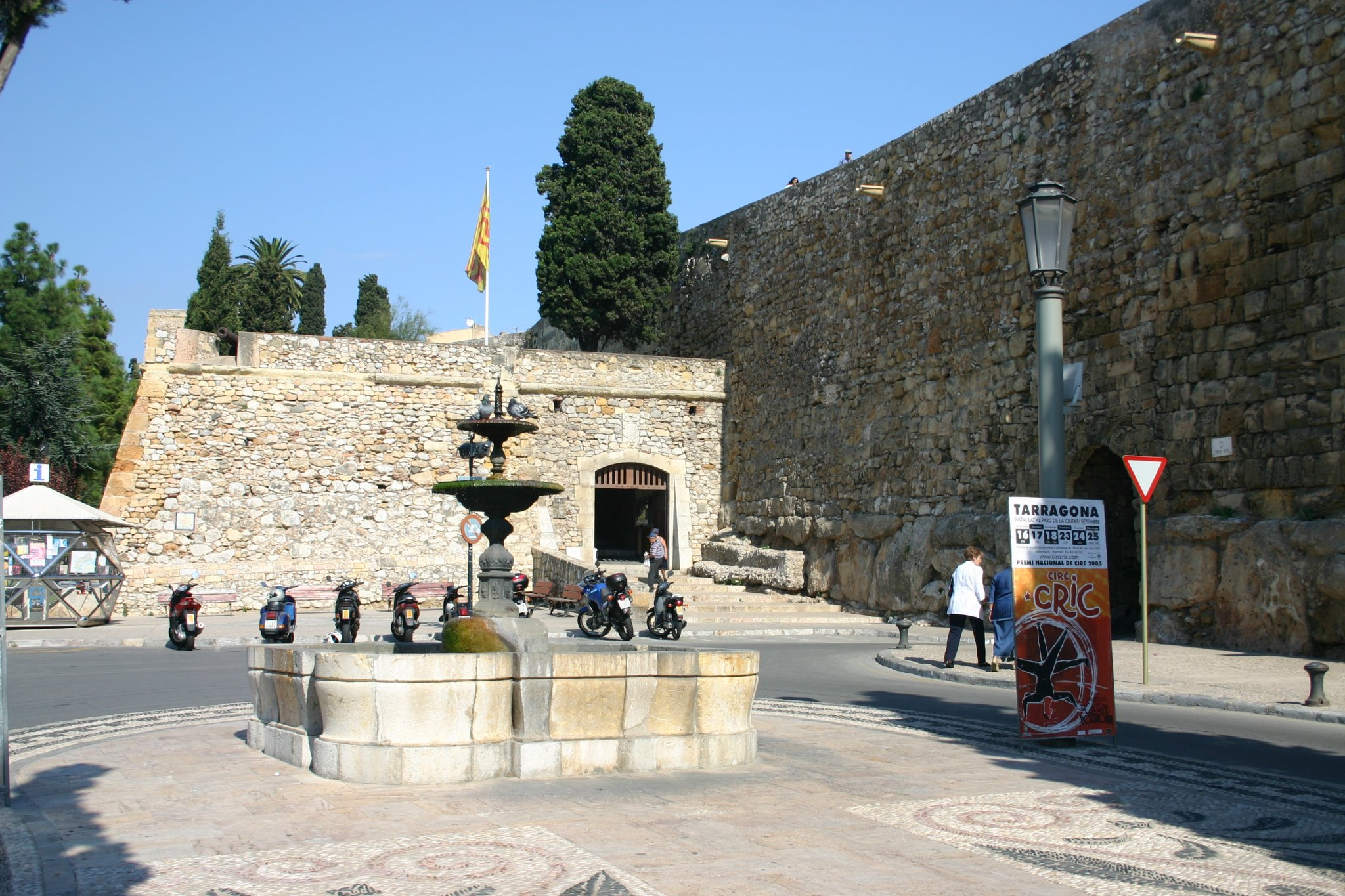
Ansicht der Stadtmauer mit mittelalterlichen und neuzeitlichen An- und Ausbauten. Die großen Blöcke der untersten Lage stammen vermutlich aus der frühesten römischen Zeit.

Durch die Beobachtung von L. Pons de Icart aus dem 16. Jahrhundert war bekannt, dass die antike Mauer, deren Reste damals wohl noch zu sehen waren, sich ursprünglich auch über den gesamten südwestlichen Stadtteil bis hin zum Hafen erstreckte. Bei Grabungen Ende der 1920er Jahre konnte sie auch nordöstlich des kleineren städtischen Forums, auf der Plaza Corsini, nachgewiesen werden. Ihre Gesamtlänge betrug somit 3200 Meter, und sie umschloss eine Fläche von 60 ha. Sie wurde geschützt durch mächtige, vorspringende Türme, von denen heute noch vier erhalten sind. Im noch stehenden Mauerring sind der Teil eines heute zugemauerten großen Tores sowie sieben kleinere „Ausfalltore“ erhalten. Die Stadtmauer war im Durchschnitt unten 6 m, im oberen Bereich 5 m breit.
Aufgrund der Struktur der Mauer mit einem Fundament aus riesigen, bis zu vier Meter langen Steinblöcken wurde lange Zeit ein vorrömischer Ursprung vermutet. In den beiden darüber befindlichen Reihen aus kleineren Steinquadern befinden sich häufig iberische Steinmetzzeichen, was diese These zu stützen schien. Die Untersuchungen der Mauer von Joan Sera Vilaró von 1932 bis 1949 belegten hingegen erstmals die Mehrphasigkeit der Mauer und ihren Ursprung zu Beginn der römischen Epoche. Ausgelöst wurden diese Untersuchungen durch einen Einsturz am Torre de Sant Magí, bei dem im oberen Teil des Turmes ein vermauertes Relief der Minerva entdeckt wurde, weshalb man den Turm heute „Torre de Minerva“ nennt. Im Innern des Turmes fand man eine der wohl ältesten lateinischen Inschriften in Spanien: M. VIBIVS MENRVA, eine Weihung an die außen dargestellte Göttin. Aufgrund von Keramikfragmenten im Füllmaterial des Turmes konnte das Bauwerk in die Zeit der Republik grob datiert werden.
In einer zweiten Phase nach Ende des Zweiten Punischen Kriegs, vielleicht im Jahr 197 v. Chr. bei der Einrichtung der Provinz, wurde die Mauer von 6 auf 12 Meter erhöht. Man erweiterte den befestigten Platz im Osten durch lange Fassadenfronten, allerdings ohne Türme. Dass die hierbei verwendeten Quader iberische Steinmetzzeichen trugen, muss nicht bedeuten, dass die Mauer vorrömisch ist, da die Sprache noch bis zum Ende der republikanischen Zeit gebräuchlich war.

### Das Provinzialforum

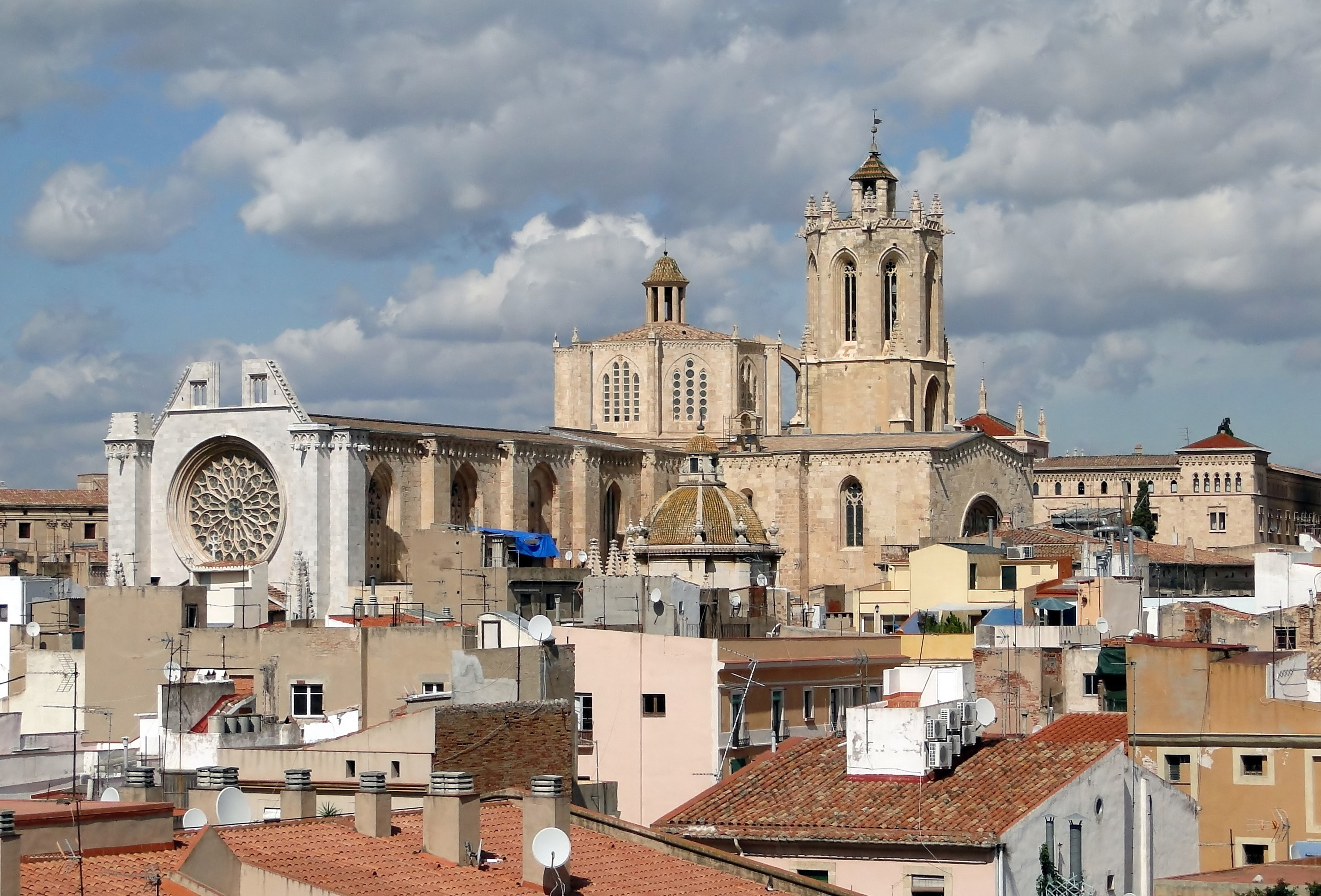
Das Forum der Provinz befand sich in den höher gelegenen Stadtteilen. Vermutlich sitzt die Kathedrale genau am Standort des früheren Haupttempels.

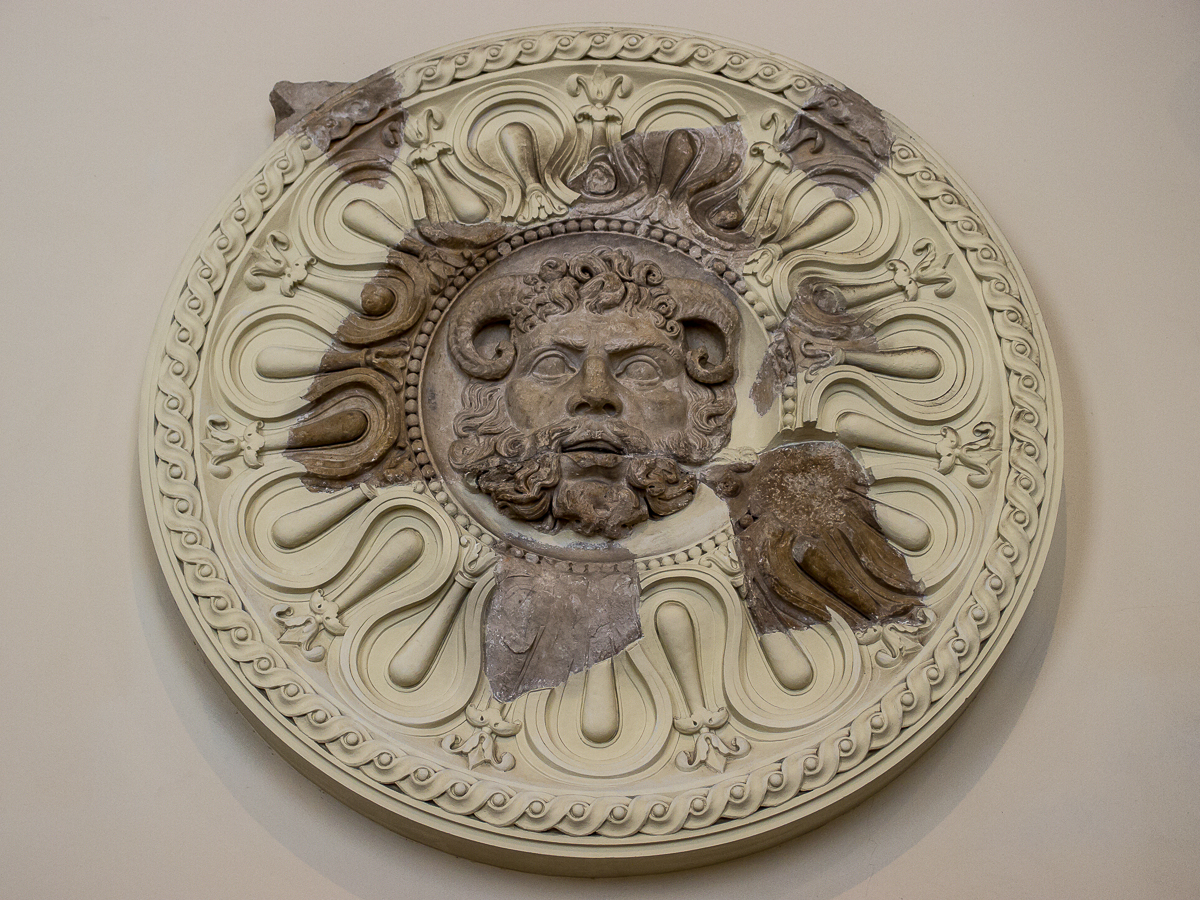
clipeus mit Darstellung des Jupiter-Ammón aus dem Bereich des Provinzialforums

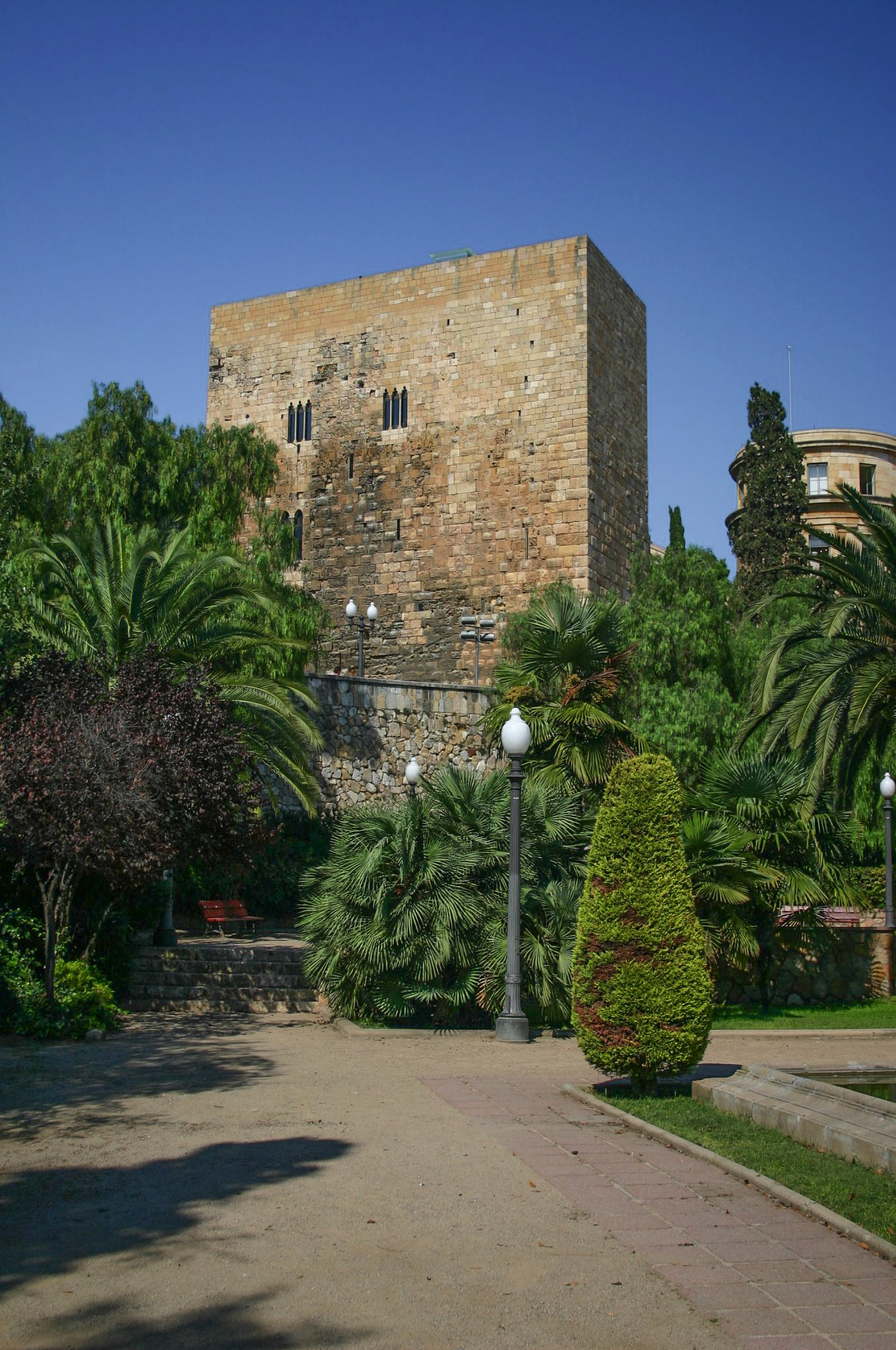
Obwohl in späterer Zeit mehrfach umgebaut, dürfte im Mauerwerk des Torre del Pretori noch ein Rest des Provinzforums erhalten sein

Wahrscheinlich gegen 70 n. Chr., unter der Regierungszeit Kaiser Vespasians, wurde mit dem Bau des zweiten, wesentlich größeren Forums im höher gelegenen Teil der Stadt begonnen. Vermutlich wurde dieser Platz vorher von öffentlichen oder von Militärbauten eingenommen, die Errichtung eines Forums mit diesen Ausmaßen wäre wirtschaftlich kaum möglich gewesen, wenn es sich um ein zivil bebautes Areal gehandelt hätte.
Dafür würde sprechen, dass Funde aus republikanischer Zeit im oberen, nordöstlichen Stadtteil weitestgehend fehlen. Von den bisher 18 Inschriften, die in republikanische Zeit datiert werden konnten, weisen nur drei als Fundort den oberen Stadtteil auf. Von diesen sind zwei Grabinschriften, die ursprünglich außerhalb der Stadt gestanden haben dürften, die dritte fand sich in der Kathedrale vermauert. Eine Erklärung für die Fundleere bieten die kaiserzeitlichen Terrassierungsarbeiten, die zum Bau des Forums und des Circus nötig waren.
Das Provinzialforum wurde von zwei sich auf einer symmetrischen Achse gegenüberliegenden Plätzen gebildet, die sich auf der obersten beziehungsweise der nächstniederen Terrasse befanden. Beide sind rechteckig, der obere, wahrscheinlich ein Kultplatz, maß 153 mal 136 m, der auf der darunter gelegenen Terrasse 175 mal 318 m.
Der obere der beiden Plätze war auf drei Seiten von einem Säulengang umgeben, dessen äußere Mauer eine Reihe von Fenstern aufwies und an deren seitlichen Enden sich zwei Exedren befanden. Möglicherweise waren sie mit Statuen verziert. Im Wesentlichen stimmt dieser Platz mit der Lage der Kathedrale überein, deren Nordwestecke mit dem Kreuzgang auf dem Säulengang ruht. Die Säulenreihen trugen wahrscheinlich eine geschmückte Attika, zu denen clipei mit den Köpfen von Medusa und Jupiter-Ammón gehören dürften, deren Bruchstücke im oberen Teil der Stadt gefunden wurden. Dies würde der Gestaltung des Augustusforums in Rom entsprechen, dessen Ikonographie auch von anderen Städten kopiert wurde. Hier ist besonders das sogenannte Marmorforum von Emerita Augusta (Mérida) zu nennen. Ähnliche Funde gibt es in Corduba, was zeigt, dass die Ausstattung der Provinzialforen in den spanischen Provinzen weitgehend ähnlich gewesen sein dürfte.
Wahrscheinlich befand sich auf diesem oberen Platz ein Tempel, von dem heute angenommen wird, dass er sich mitten auf dem Platz oder angelehnt an die nördliche Mauer, überbaut von der heutigen Kathedrale befand. Ein Architravfragment sowie Bruchstücke seines Frieses, die in einer Mauer des Kreuzganges eingelassen sind, belegen dies. Um welchen Tempel es sich handelt, ist aufgrund der wenigen Funde unklar. Es könnte sich um den bei Tacitus erwähnten Augustustempel oder einen Tempel der Roma handeln.
Der zweite, größere Platz lag auf der Terrasse darunter. Dieser sogenannte „Repräsentationsplatz“ war ebenfalls an drei Seiten von vielgestaltigen Säulenreihen begrenzt und mit dem oberen Platz über eine Treppe verbunden. Die zwei kleinen Seiten bestanden aus einem Säulengang mit 14 Metern Breite, der außen von einem Kryptosäulengang mit Rohrgewölbe begrenzt wurde, auf dem wahrscheinlich noch eine zweite Portikus ruhte. Überreste dieser Säulenreihe sind die volta del pallol auf dem gleichnamigen Platz und der Arc d’en Toda sowie einige Gebäudereste im östlichen Teil der Straße Santa Anna. In den südlichen Winkeln des Platzes gab es zwei große Türme, die den Aufstieg vom Circus in die Säulenhallen und auf das Forum ermöglichten. Einer dieser Türme ist erhalten geblieben. Er ist heute in Tarragona bekannt als „Torre de Pilatos“ (auch „Torre de Pretori“). In diesem Bereich wurde im 14. Jahrhundert eine Residenz der Könige von Katalonien-Aragon errichtet, was das Verständnis der Anlage erschwert. Der Name deutet an, dass er früher als Teil des Statthaltersitzes angesehen wurde. In der neueren Forschung gibt es daran begründete Zweifel. Vermutlich diente der turmartige Bau, zu dem ein Gegenstück an der Westseite des Platzes existierte, als Aufgang in die oberen Stadtteile.
Der untere Platz war anscheinend frei von Bebauung. Hier befanden sich die Statuen der flamines provinciae Hispaniae citerioris (Oberpriester der Provinz). Aus dem in Narbo Martius gefundenen Flamengesetz wissen wir, dass es ein Vorrecht des Provinzialflamen war, eine Statue auf dem Forum gewidmet zu bekommen. Aus Tarraco sind uns 76 Inschriften mit Nennung der flamines bekannt, der größte Teil Postamente mit Inschriften von Statuen. Sieben von diesen Postamenten konnten im Kultbezirk entdeckt werden, weitere 33 in dem darunter liegenden Forum. Die meisten von diesen bezeugen dazu, dass sie vom Landtag gesetzt wurden. In manchen anderen Fällen ist dies wahrscheinlich. Insgesamt sieben Postamente kamen nicht innerhalb des Forums ans Tageslicht, und von diesen ist nur einmal nachweislich der Landtag der Stifter, doch selbst diese Basis befand sich im Bereich des Circus, im unteren Teil einer Straße, die vom ehemaligen Forumsbereich herabführt, und wurde folglich höchstwahrscheinlich hierher verschleppt.
Auf dem Provinzialforum wurden also die flamines der Provinz, sechsmal deren Frauen, die flaminicae, und andere Personen höchsten Ranges, sowie Kaiser und Götter geehrt. Der obere Stadtteil war den Belangen der Provinz vorbehalten. Nur auf Beschluss des Landtages durften hier Inschriften gesetzt werden. Vereinzelt werden auswärtige Beamte erwähnt, die Aufsichtsfunktionen über den Landtagsbezirk und seine Gebäude ausübten. Demnach wären zivile Wohnbauten im sonstigen Bereich des nordöstlichen Stadtteils nicht anzunehmen. Die Ehrungen von bekannten Persönlichkeiten dürfte jedoch kaum die Hauptfunktion dieser großen Anlage gewesen sein, die vom Ausmaß her die meisten Repräsentationsgebäude ihrer Zeit, selbst in Rom, in den Schatten stellte. Unklar ist, wo sich das Archiv, die Kasse oder der inschriftlich belegte Halbkreis, in dem sich der Landtag traf, befanden.

### Das Forum der Koloniestadt

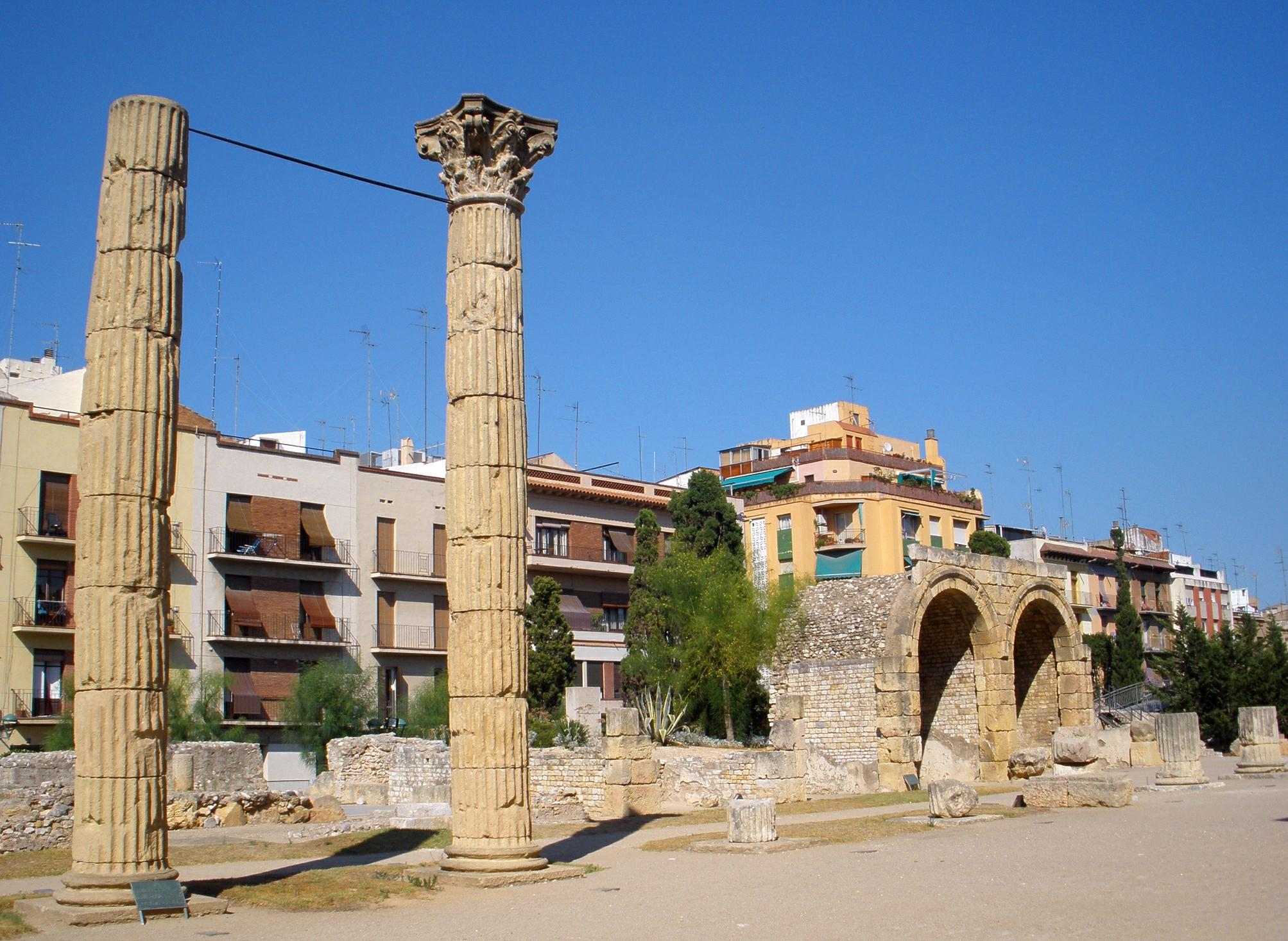
Reste der Basilika auf dem Forum der Kolonie

Die Reste des sogenannten kleinen Forums lagen lange Zeit verborgen unter Feldern und Wiesen. Im 12. Jahrhundert wurde dort eine Kirche erbaut, die im 16. Jahrhundert zu einem Kloster erweitert wurde, beide Gebäude wurden im 17. Jahrhundert wieder zerstört. Entdeckt wurde das Forum in der zweiten Hälfte des 19. Jahrhunderts, als in Tarragona ein starker Wachstumsprozess einsetzte. Man hielt jedoch die Reste von Statuen und Inschriften, die in der calle Soler gefunden wurden, für die Reste eines gymnasiums. Erst im 20. Jahrhundert sind die Gebäudereste richtig als die Reste einer Gerichtsbasilika gedeutet worden. Deren ursprüngliche Funktion lag im administrativen Bereich. Tarraco war gleichzeitig Hauptstadt eines conventus, was bedeutet, dass viele Menschen aus der Umgebung hierher zur Klärung ihrer Rechtsstreitigkeiten kamen.
In einem der kleineren Räume, die heute noch gut zu sehen sind, wurden ein Kapitell sowie zwei Inschriften gefunden, von denen die eine einem Senator des 1. Jahrhunderts gewidmet ist, die andere, ein kleiner Altar, dem Jupiter für die Freilassung eines Adrianus. Nach der Vielzahl dort gefundener Inschriften und Statuen sowie -postamenten zu urteilen, dürfte es einen ähnlichen Zweck wie das große Forum gehabt haben. Die dokumentierte Fläche misst 70 mal 28 Meter, wovon jedoch der hintere Teil, jenseits der calle Soler, einem Wohngebiet zuzuordnen ist. Die eigentlichen Ursprünge des Forums im Hafengebiet sind im Dunkeln. Schlüsse auf eine spätrepublikanische Benutzung lässt der erwähnte beidseitige Inschriftenstein aus der Bürgerkriegszeit zu, der hier gefunden wurde.
Auf dem neben der Basilika gelegenen Platz wurden Statuen von Angehörigen des iulisch-claudischen Kaiserhauses gefunden; diese könnten aber auch in der Basilika gestanden haben. Im vierten Jahrhundert nach Christus scheint das Forum nicht mehr benutzt worden zu sein. Sockel und Quadersteine wurden in den frühchristlichen Friedhof verschleppt, während die Marmorstatuen und -platten nach und nach in den Kalköfen verschwanden. Die Siedlungsfläche verlegte sich in den höher gelegenen Stadtteil.

### Der Circus

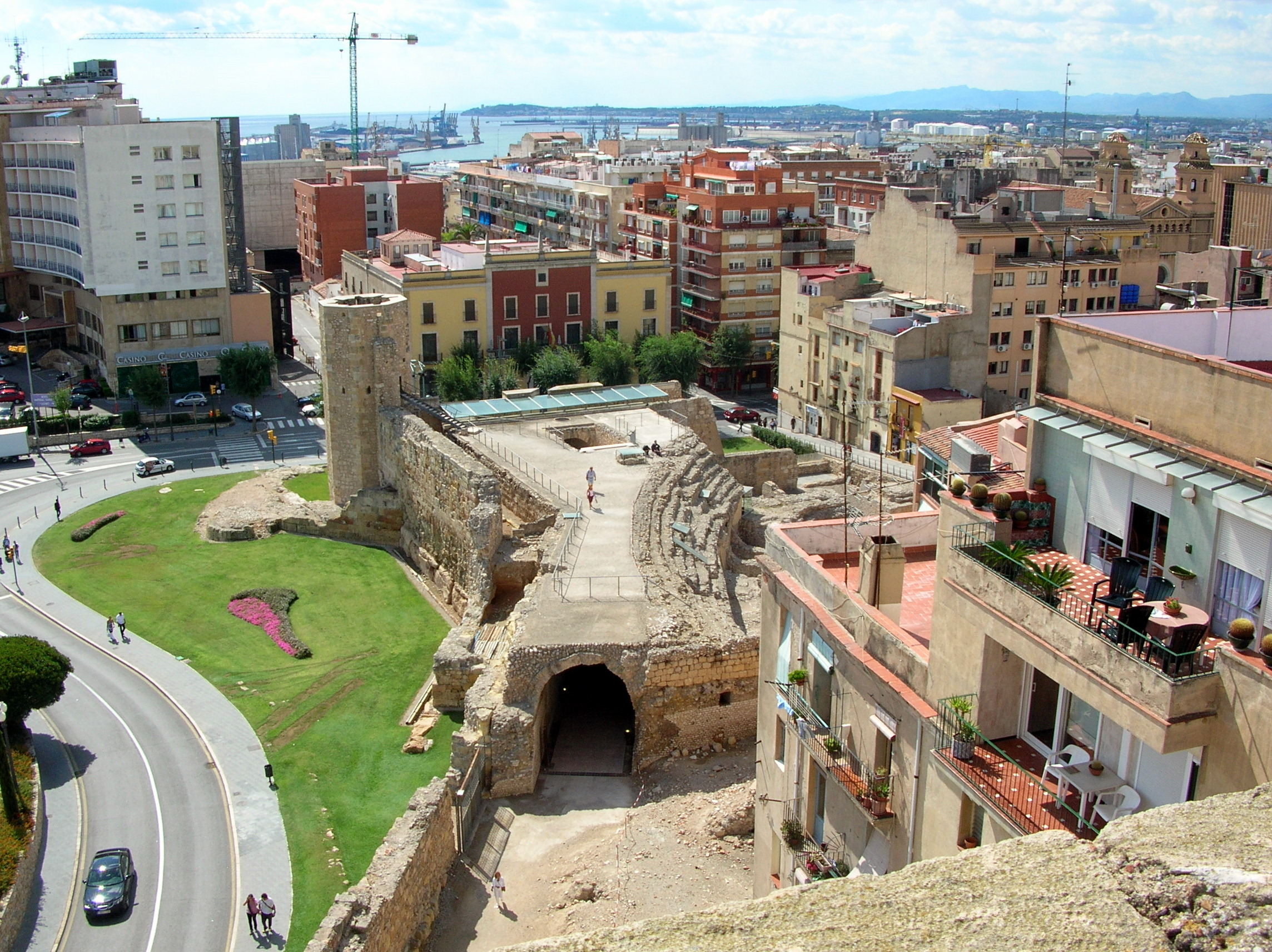
Blick auf die östliche Abrundung des Circus in der Nähe des Torre de Pretori

Auf der dritten Terrasse der Stadt erstreckte sich der Circus mit einem äußeren Umfang von 360 mal 110 Metern. Er trennte die Bauten, in denen sich die Provinz repräsentierte, von den normalen Wohngebieten im unteren, südwestlichen Stadtteil. Die Begräbnisinschriften zweier Wagenlenker (aurigae) aus dem zweiten Jahrhundert nach Christus – Eutyches und Fuscus – belegen den Circus epigraphisch. Der Grabstein des Eutyches fällt durch einen längeren poetischen Text besonders auf. Aus spätantiker Zeit kennen wir den Mahnbrief des Königs Sisebut (612–621) an den Metropolitanbischof von Tarragona wegen seiner Vorliebe für die ludi faunorum, Spiele mit wilden Tieren. In dieser Zeit wurden weder Theater noch Amphitheater genutzt.
Die neue Stadt bedeckte ab dem 12. Jahrhundert das Provinzialforum, wodurch der Circus zunächst außerhalb lag. Im 14. Jahrhundert wurden hier beim Bau einer neuen Mauer große Teile des Circus vermauert. Einige Teile der südlichen Fassade sind dadurch bis heute sehr gut erhalten. Einige Gewölbe, auf denen die Sitzreihen saßen, sind bis in die heutige Zeit als Wohnung, Geschäft oder Lagerhaus genutzt worden. Die Häuser an der Südseite der Plaça de la Font und die Fassaden der Häuser in der Straße Trinquet Vell ruhen auf Resten römischer Gewölbe beziehungsweise des Podiums.
Der Circus von Tarraco war in seinen Ausmaßen kleiner als vergleichbare Gebäude – die Arena hatte eine Länge von 290 m bei einer Breite von 67 m auf der östlichen und 77 m auf der gegenüberliegenden Seite, was die Ausfahrt der Wagen erleichterte. Die Länge des eurypos wird auf 190 Meter geschätzt. Sicherlich war seine Größe bedingt durch seine Ansiedlung innerhalb der Stadt, und man erreichte nur über den Circus ihre höher gelegenen Teile. In den Kellerräumen mehrerer Gaststätten konnte einer der monumentalen Aufgänge zum Forum gesichert werden.
Die Errichtung des Circus wurde auf das letzte Jahrzehnt des 1. Jahrhunderts datiert, also die Regierungszeit Domitians. Sicherlich wurde so der Bau der Provinzialanlage vervollständigt. Ab dem 5. Jahrhundert setzte eine Entfremdung von Teilen der Anlage zu Wohnzwecken ein.

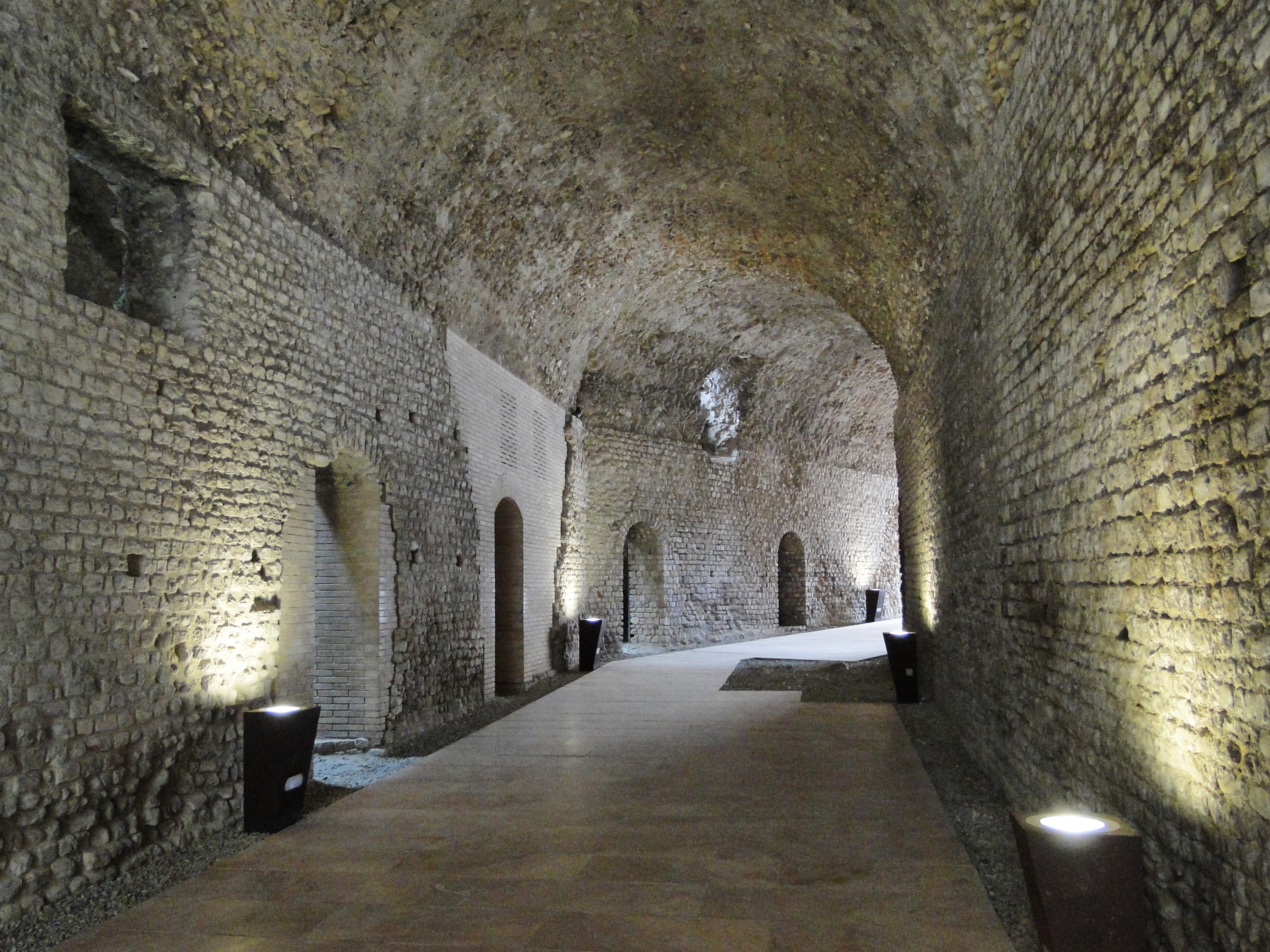
Teile der Gewölbe des Circus
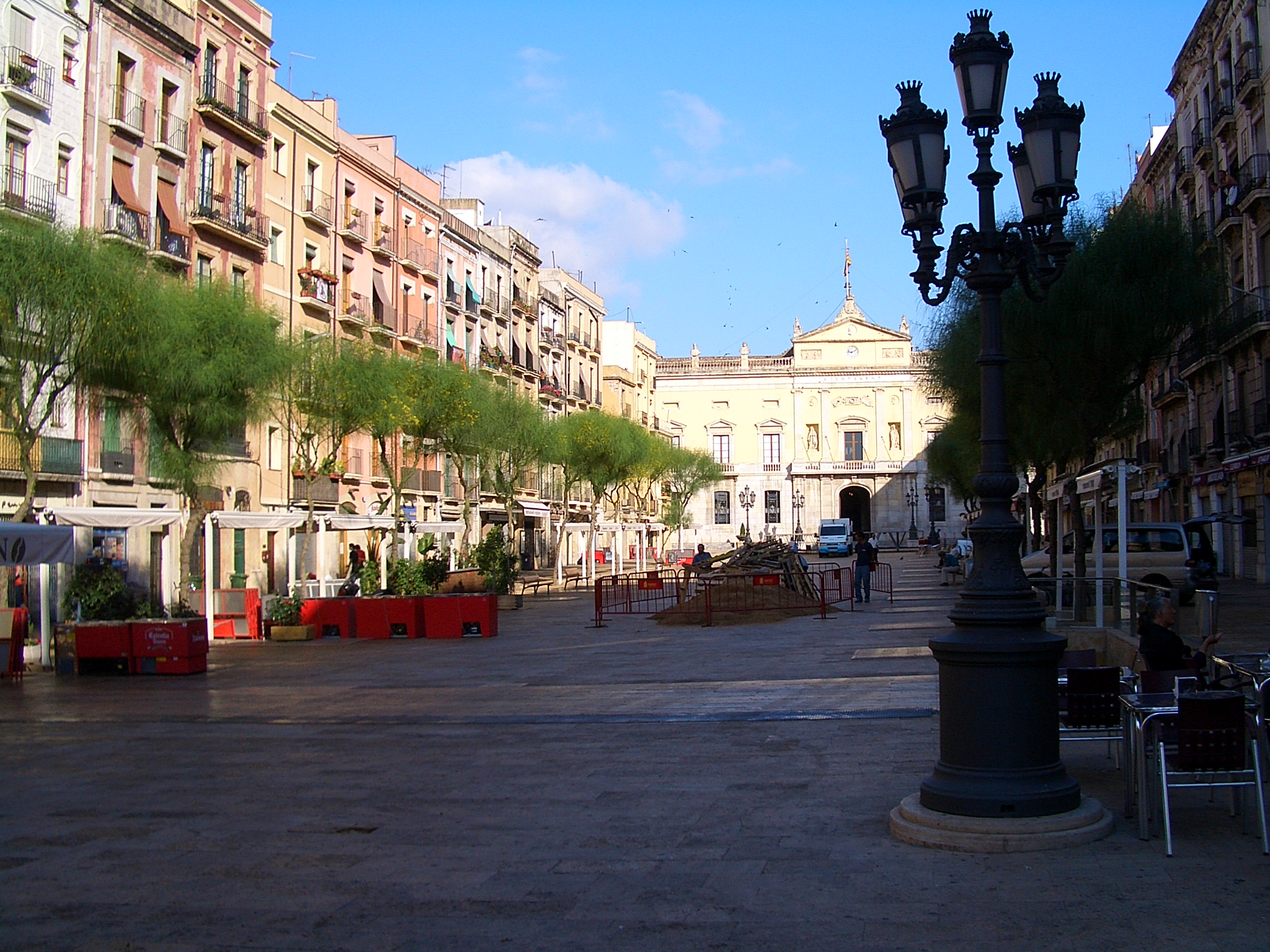
Die Plaça De La Font nimmt heute einen großen Teil der ehemaligen Rennbahn ein
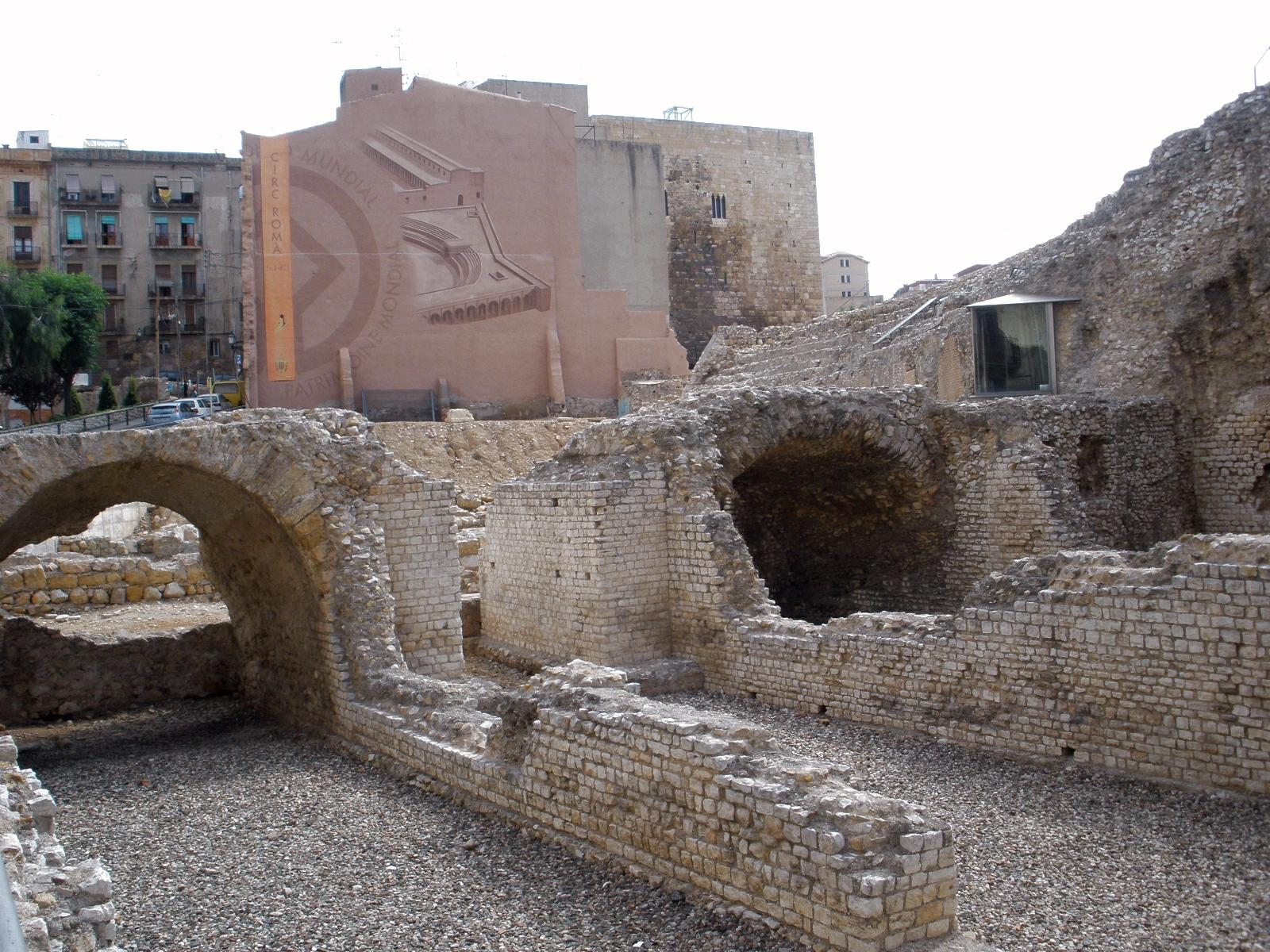
Mauerreste des Circus im Osten der Stadt
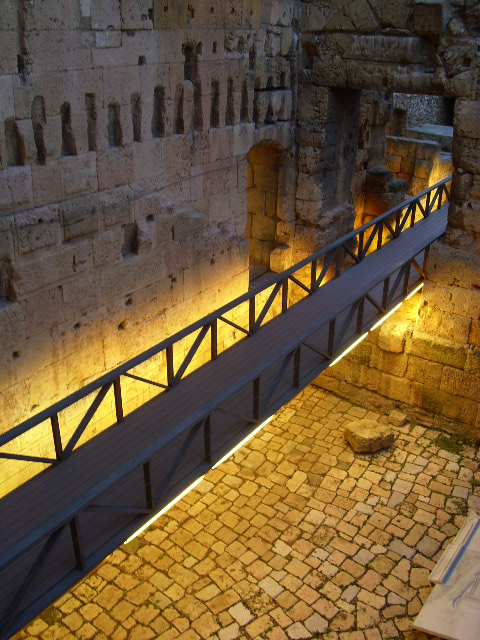
Zahlreiche freigelegte Abschnitte sind heute unter den modernen Gebäuden begehbar

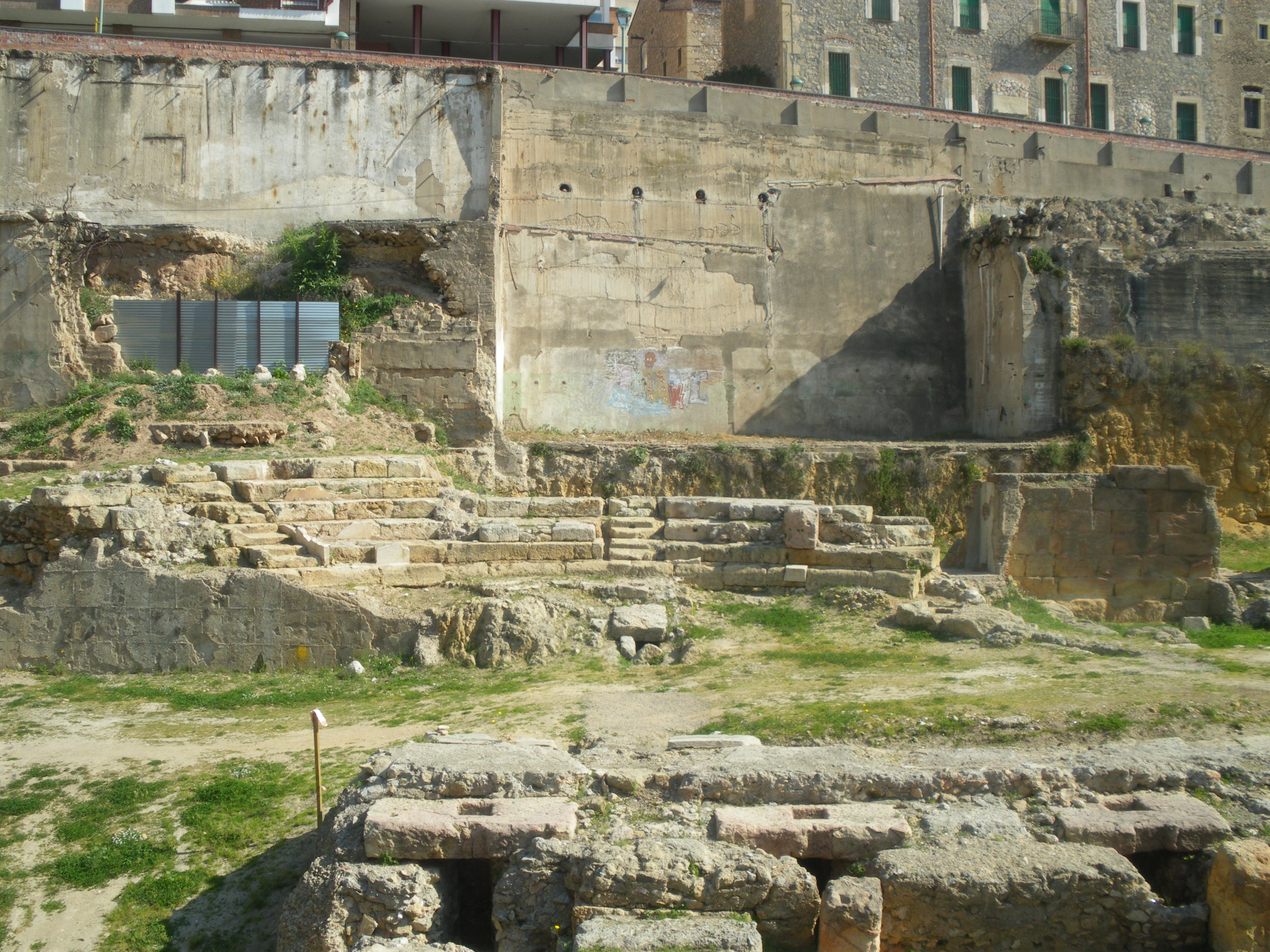
Erhaltene Reste des römischen Theaters im Hafenbereich

### Das Theater
Das römische Theater wurde wahrscheinlich in der Regierungszeit des Augustus erbaut. Als Vorgängerbau ist ein Lagerkomplex aus dem zweiten und ersten Jahrhundert v. Chr. nachweisbar. Die Nähe zum Forum und die natürliche Hanglage begünstigten den Bau. Wahrscheinlich zeitgleich mit dem Theater wurde in der Nachbarschaft ein Garten mit Nymphaeum angelegt.
Mehrmals waren dessen Überreste von Zerstörung bedroht, und noch heute sind die Überreste des Gebäudes kaum zugänglich. Während einiger Notgrabungen gelang es, die Reste des Theaters zu dokumentieren. Zu den spektakulärsten Funden gehören architektonische Elemente, Statuen von Persönlichkeiten wie der kaiserlichen Familie und ein dem Augustus geweihter Altar. Nachgewiesen werden konnten auch große Teile der Bühne und der dreistöckigen Fassadenmauer dahinter, der orchestra, der cavea sowie ein Stück der Marmorbeschichtung der ersten Sitzreihen, die für die Mitglieder des equester ordo reserviert waren. Auf der Bühne kann man noch die Öffnungen erkennen, in denen die Stangen des Vorhanges eingelassen waren.
Das Theater scheint wesentlich früher als andere öffentliche Gebäude nicht mehr genutzt worden zu sein, wahrscheinlich weil im Amphitheater und im Circus attraktivere Unterhaltung für die städtische Bevölkerung geboten wurde. Mit dem Ende des zweiten Jahrhunderts nach Christus sind die Abwasserleitungen dort nicht mehr gereinigt worden. Nach einer Verkleinerung und möglicherweise einem Brand im dritten Jahrhundert verliert es vollends an Bedeutung.

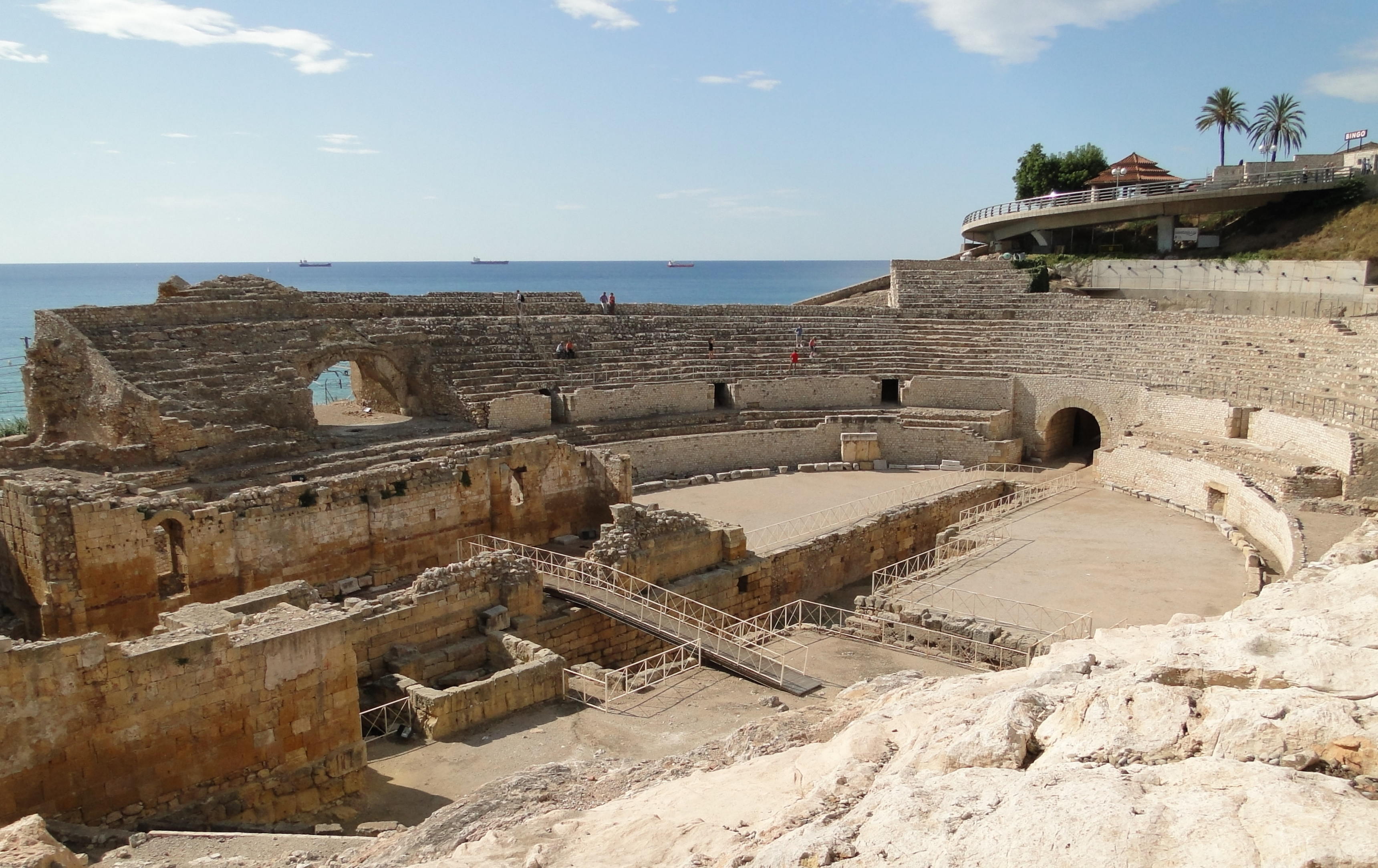
Ansicht des Amphitheaters

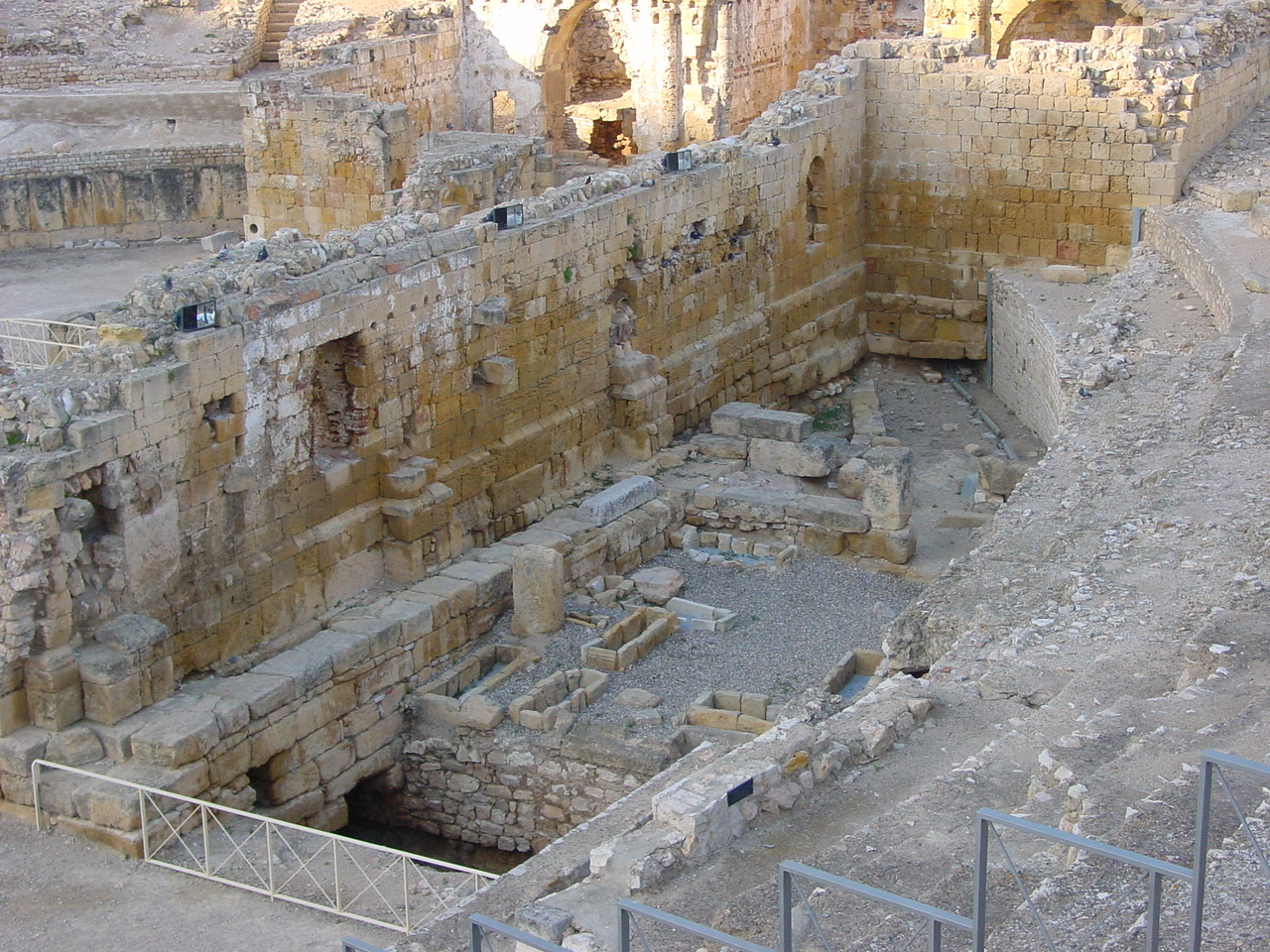
Fundamente der spätantiken Kirche innerhalb des Amphitheaters mit Bestattungen

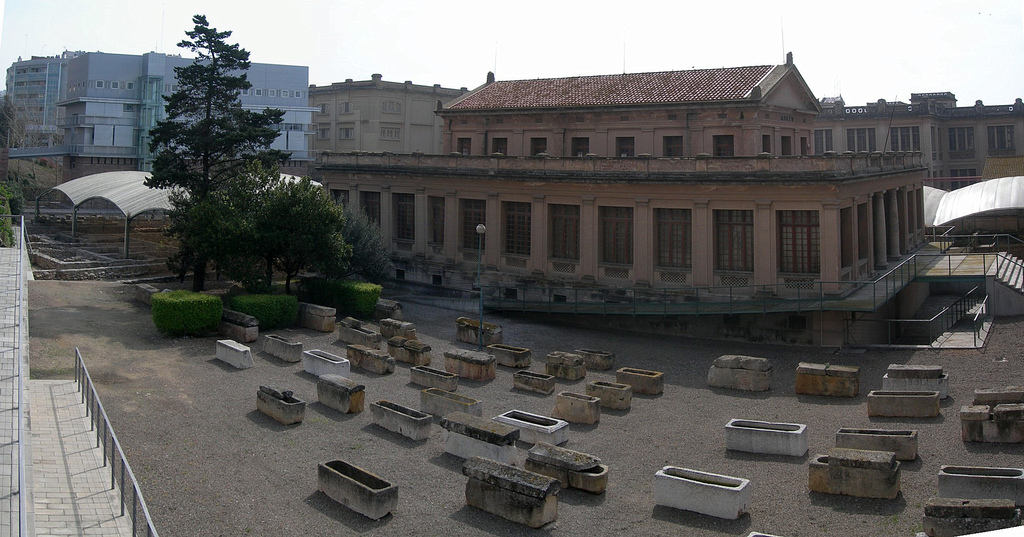
Museale Präsentation der frühchristlichen Nekropole

### Das Amphitheater
An einem Abhang südöstlich der via Augusta, außerhalb der Stadt, befand sich das Amphitheater mit einem ungefähren Umfang von 130 mal 102 Metern, die Arena maß 61,5 mal 38,5 Meter. Sie war von den Sitzreihen, die zum Teil in den Fels eingelassen wurden, die natürliche Hanglage nutzend, durch eine 3,25 Meter hohe Mauer getrennt. In dem zum Meer hin gelegenen Teil haben sich noch die Sitzreihen weitestgehend erhalten, im gegenüberliegenden Teil waren sie stark erodiert, aber durch ihre Einlassung in den Hang noch erkennbar.
Nach dem Fund einer Monumentalinschrift, die eine Länge von 7,40 Meter und in der zweiten Reihe 5,30 Meter besaß und die einen flamen Romae Divorum et Augustorum erwähnt, soll das Amphitheater zu Beginn des zweiten Jahrhunderts erbaut worden sein. Man glaubt, dass es sich bei dem Provinzialoberpriester um den Stifter des Amphitheaters handelt und bei der Inschrift um die Bauinschrift. Eine zweite große Inschrift bildete den Abschluss der cavea zur Arena hin. Sie nennt den Namen Kaiser Elagabals, der das Amphitheater wohl renovieren ließ. Eine dritte Inschrift weist das Amphitheater unter Konstantin als noch benutzt aus.
Unter der Arena befanden sich fossae, die diese der Länge nach und quer kreuzten. Sie beherbergten bühnenbildnerische Elemente und erlaubten durch nachgewiesene Aufzüge das plötzliche Erscheinen von Menschen und Tieren in der Arena. Am westlichen Ende eines dieser Gräben fand man ein Gemälde der Göttin Nemesis, das auf ein Heiligtum für die Kämpfer hinweist.
Im Jahr 259 wurden hier die Märtyrer Fructuosus, Augurius und Eulogius lebendig verbrannt. Die durch die Gerichtsakten bekannte Tatsache bewirkte, dass hier im 5. Jahrhundert eine dreischiffige Basilika von 22,75 Meter Länge und 13 m Breite mitten in der Arena gebaut wurde, wo heute ihre Grundmauern und Fußböden sichtbar sind. Im 12. Jahrhundert wurde erneut eine Kirche hineingebaut, und im 19. Jahrhundert wurde der Komplex als Gefängnis für die Sträflinge benutzt, die beim Hafenbau beschäftigt waren.

### Bauten aus spätantiker und frühchristlicher Zeit
Einer der wichtigsten Belege für das frühe Christentum in Tarraco ist die frühchristliche Nekropole, unweit einer heidnischen am Ostufer des Francolí. Hier befanden sich wahrscheinlich auch die Gräber der Märtyrer. Inschriften mit der Aufschrift in sanctorum sede belegen das. Auch eine Basilika wurde hier, außerhalb der Stadt, errichtet. Die heute verschollene Grabinschrift des Bischofs Sergius aus der Mitte des 6. Jahrhunderts wies anscheinend auf dieses Heiligtum hin. Insgesamt sind mehr als tausend Gräber ausgegraben worden. Es handelt sich üblicherweise um Körperbestattungen, die in christlichem Kontext beigabenlos waren. Sehr typisch sind Auskleidungen der Grabgrube mit Ziegeln oder Steinen, manchmal sogar mit großen Keramikbruchstücken vom Amphoren oder dolia. Trotz des Fehlens von Grabbeigaben ist das Gräberfeld eine der wichtigsten archäologischen Quellen für die romanische Bevölkerung unter westgotischer Herrschaft. Eine weitere westgotische Basilika befand sich am Ort des Martyriums, im Amphitheater.
Wenige Informationen gibt es über das ummauerte Stadtgebiet in spätrömischer und westgotischer Zeit. Im 4. Jahrhundert verödeten die städtischen Wohngebiete langsam und der Siedlungskern verlagerte sich in die höher gelegenen Stadtteile. Am Hafen scheint es noch leichte Besiedlung gegeben zu haben, wie Keramikfunde belegen.
Im oberen Teil der Stadt wurden nun ehemalige Repräsentationsbauten, wie das Forum und der Circus, meist zu Wohnzwecken wiederverwendet, wobei man oftmals einfach auf die noch bestehende Bausubstanz aufbaute. Das Amphitheater wurde verlassen. Die Korrespondenz des Bischofs Consentius von Menorca erwähnt 418/419 n. Chr. weiterhin öffentliche Bauten wie eine größere Kirche, den Sitz des Bischofs und ein Praetorium als Sitz des comes Hispaniarum. Weitere schriftliche Quellen liegen nicht vor. Wenige archäologische Indizien sprechen für eine Kirche als Vorgänger der späteren Kathedrale, die einen dort vermuteten Augustus-Tempel überdeckt haben könnte. Im östlichen Bereich des Kultbezirks auf der obersten Terrasse entstand zwischen 475 und 550 n. Chr. ein größeres zweischiffiges Gebäude, wohl Teil eines Bischofspalastes. Die Bauten der christlichen Zeit hatten damit das Zentrum des paganen Tarraco eingenommen und weitestgehend überformt. Neben den Kirchengebäuden im oberen Stadtteil und den vorstädtischen Basiliken ist weiterhin eine Synagoge zu vermuten. Inschriftlich lassen sich Juden in Tarraco seit der Mitte des 3. Jahrhunderts fassen.

### Der Aquädukt Les Ferreres

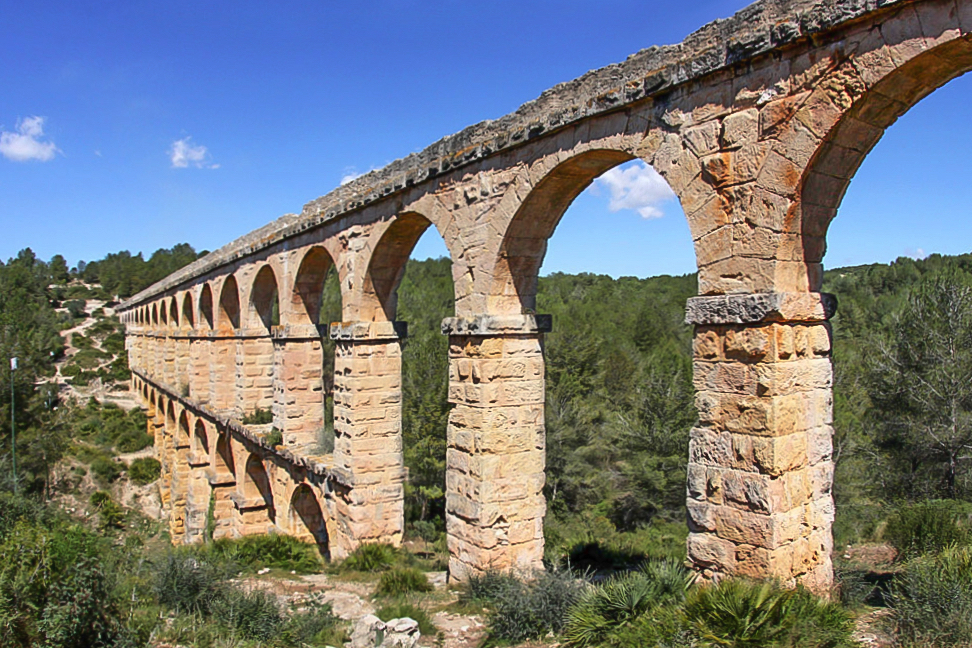
Ansicht des Aquäduktes

Den auffälligsten Teil der römischen Wasserleitungen von Tarraco bildet, von ganz wenigen Resten aus dem Stadtgebiet abgesehen, der Aquädukt von Les Ferreres, 4 km außerhalb der Stadt. Er war Teil der Wasserleitung, die Wasser vom Francolí, auf der Höhe des Ortes Rourell, abzweigte und in die Stadt leitete. Der Aquädukt hat eine Länge von 217 m und eine Höhe von maximal 27 m. Seine obere Arkade besteht aus 25, die untere aus 11 Bögen. Seit 1905 ist dieser Teil der Wasserleitung Nationaldenkmal, seit 2000 zusammen mit den anderen römischen Monumenten der Stadt UNESCO-Welterbe. Im Volksmund erhielt er den Namen Pont del Diable (katalanisch für „Teufelsbrücke“).

### Weitere nachweisbare Gebäude
Die Wohngebiete Tarracos sind heute mit wenigen Ausnahmen, wie dem freigelegten Areal am Kolonieforum, weitestgehend unbekannt. Durch einen nachgewiesenen decumanus und zwei kardines konnte die Breite der Wohngebiete auf 35 m = 120 römische Fuß bestimmt werden. Einzelne Funde wie Mosaikböden oder ein reich verzierter Marmorbrunnen weisen darauf hin, dass auch luxuriöse Wohnungen vorhanden waren.
Die Epigraphik lieferte Hinweise auf weitere öffentliche Gebäude der Stadt. So wird in einer Inschrift auf die Wiederherstellung einer exhedra cum fronte templi Minervae hingewiesen, die möglicherweise an der Plaça Prim stand. Ein weiterer Tempel befand sich an der Ecke der Straßen Pons Icart und Mendez Nuñez. Er ist aufgrund der zahlreichen inschriftlichen Weihungen als Tutelatempel anzusehen.
Bei Arbeiten an der heutigen Forn del Cigne auf der Rambla nova konnte der reich mit Skulpturen ausgestattete Sitz einer Handwerkervereinigung nachgewiesen werden; sie befinden sich heute im Museu Nacional Arqueològic de Tarragona (MNAT).
Der Provinzverwaltung zugehörig, müssten sich auch noch eine Registratur (tabularium provinciae Hispaniae citerioris) und eine Kasse (arca p. H. c.) in der Stadt befunden haben. Diese Gebäude werden im oberen Stadtteil in der Nähe des Provinzialforums vermutet.

### Römische Monumente in der Umgebung

#### Römische Villen

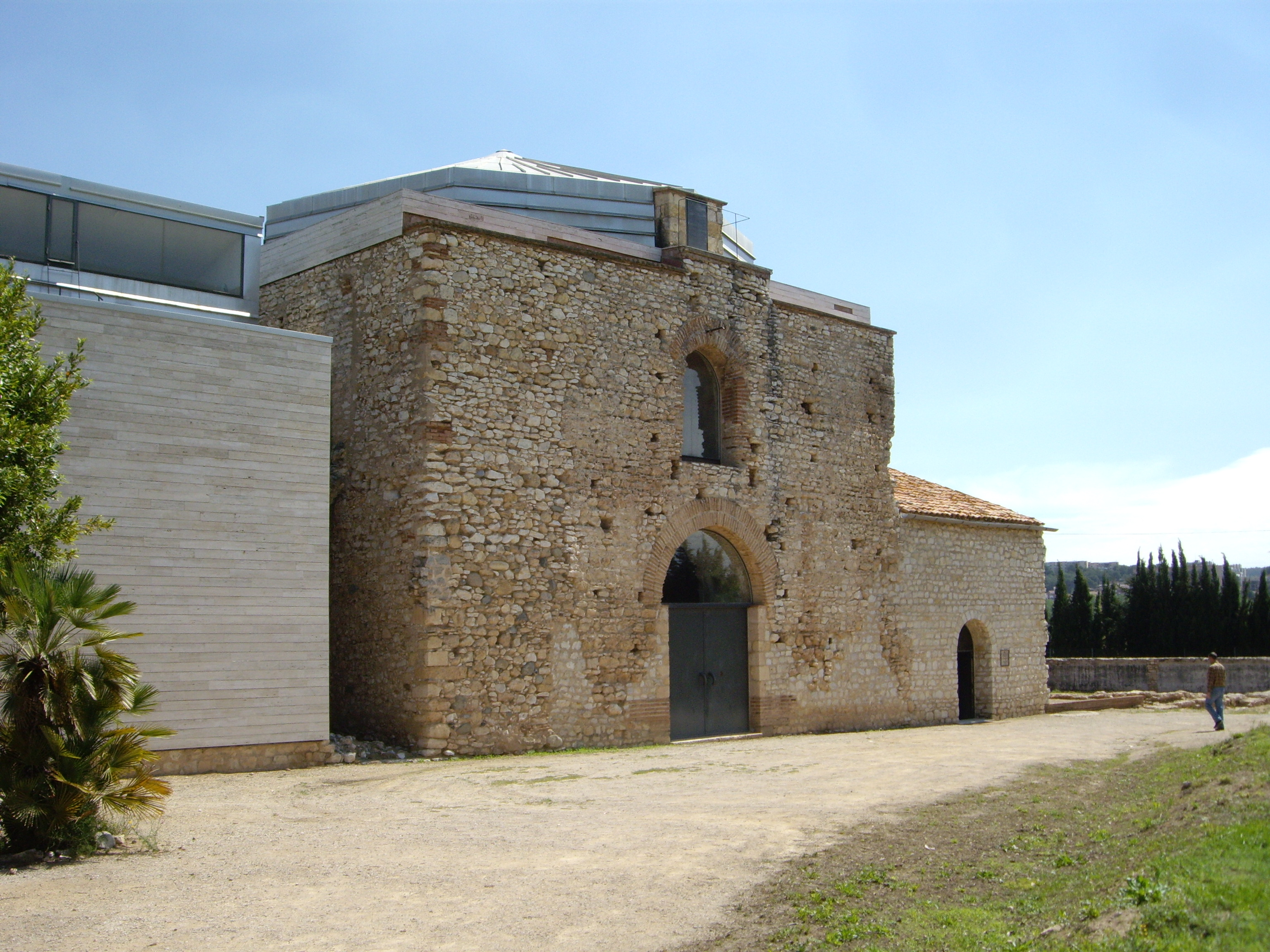
Spätantiker Kuppelbau von Centcelles (Constantí), Außenansicht

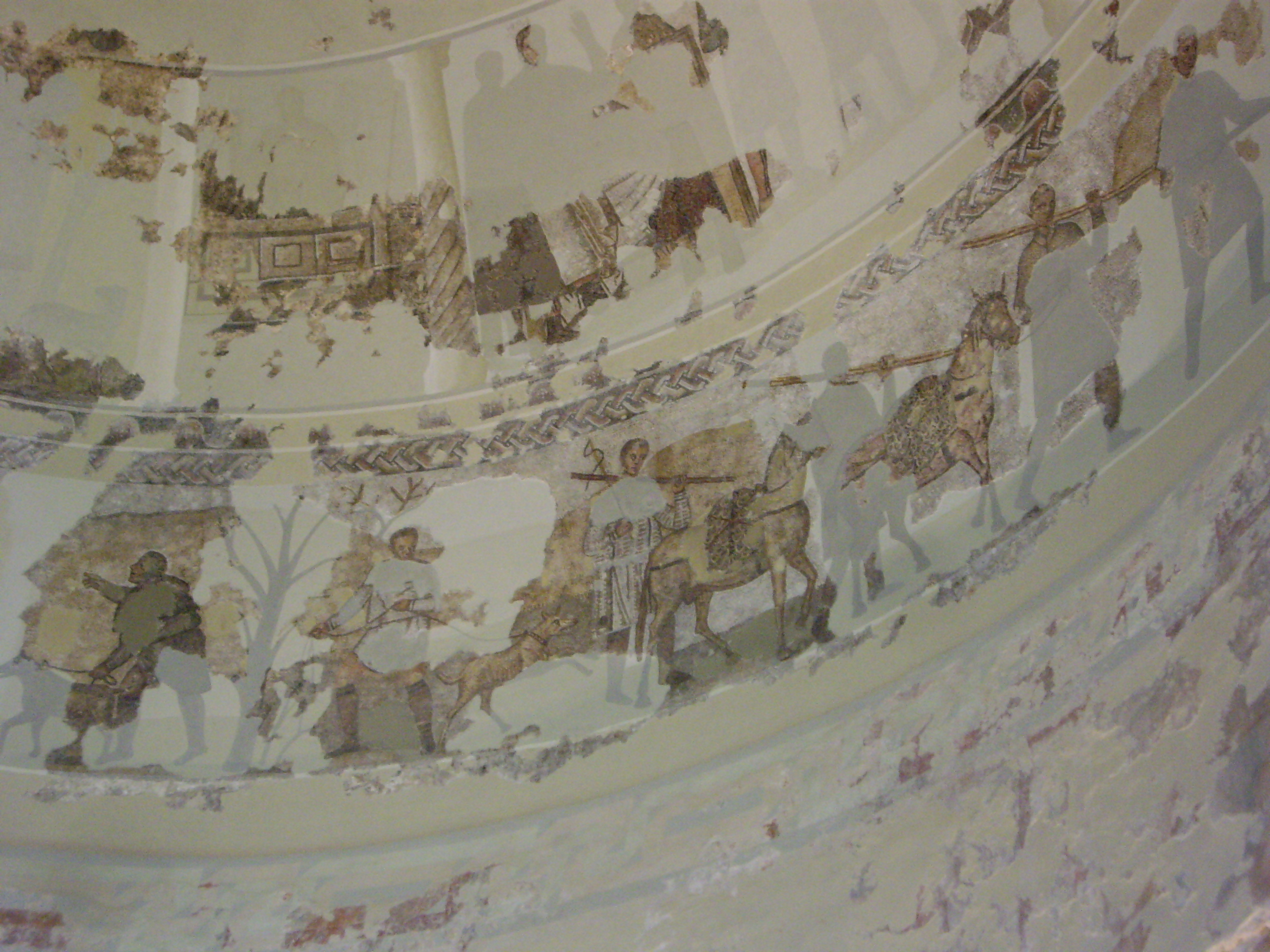
Blick in die Kuppel von Centcelles mit restauriertem Mosaik

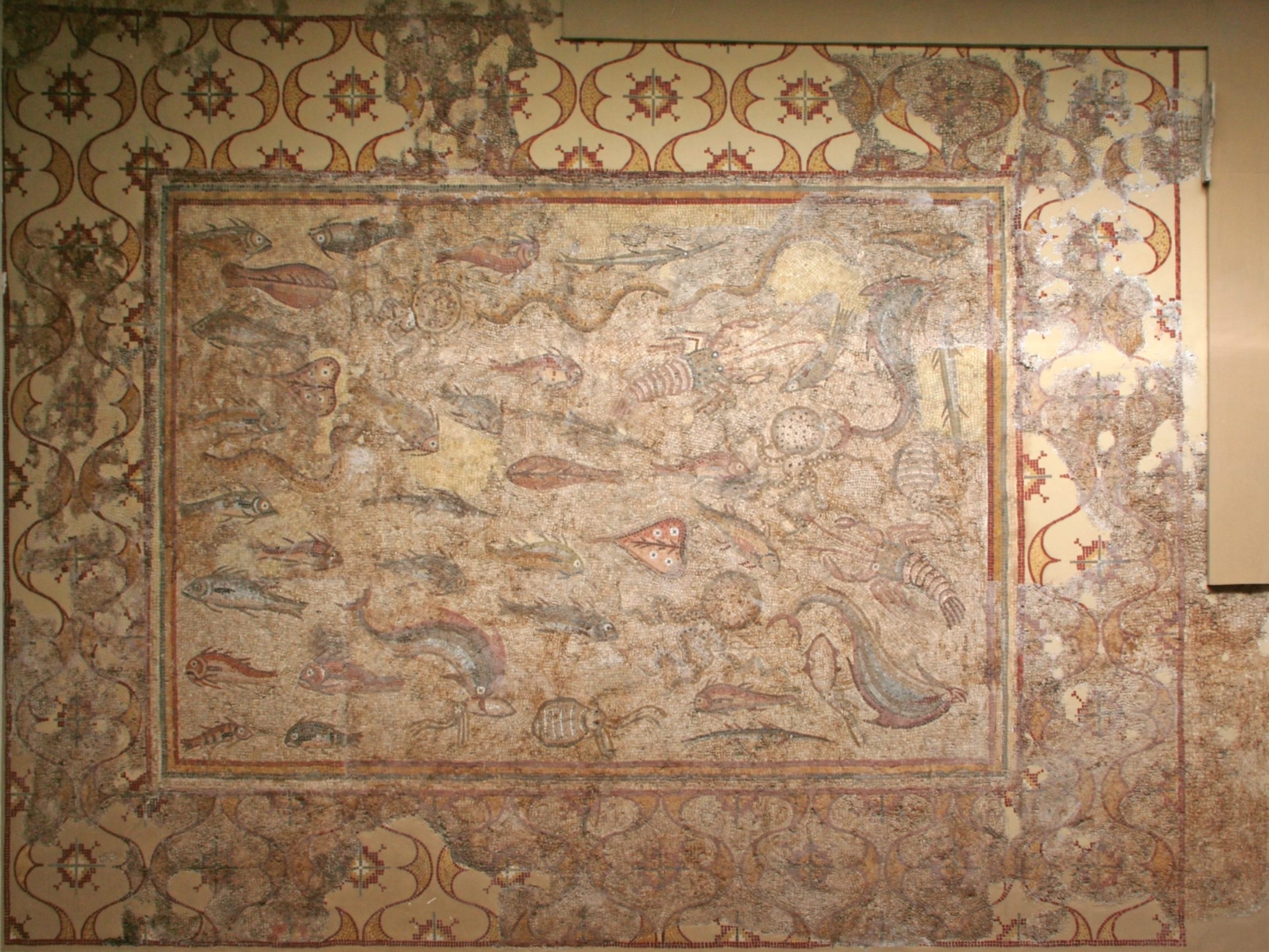
Das Mosaik der Fische im MNAT

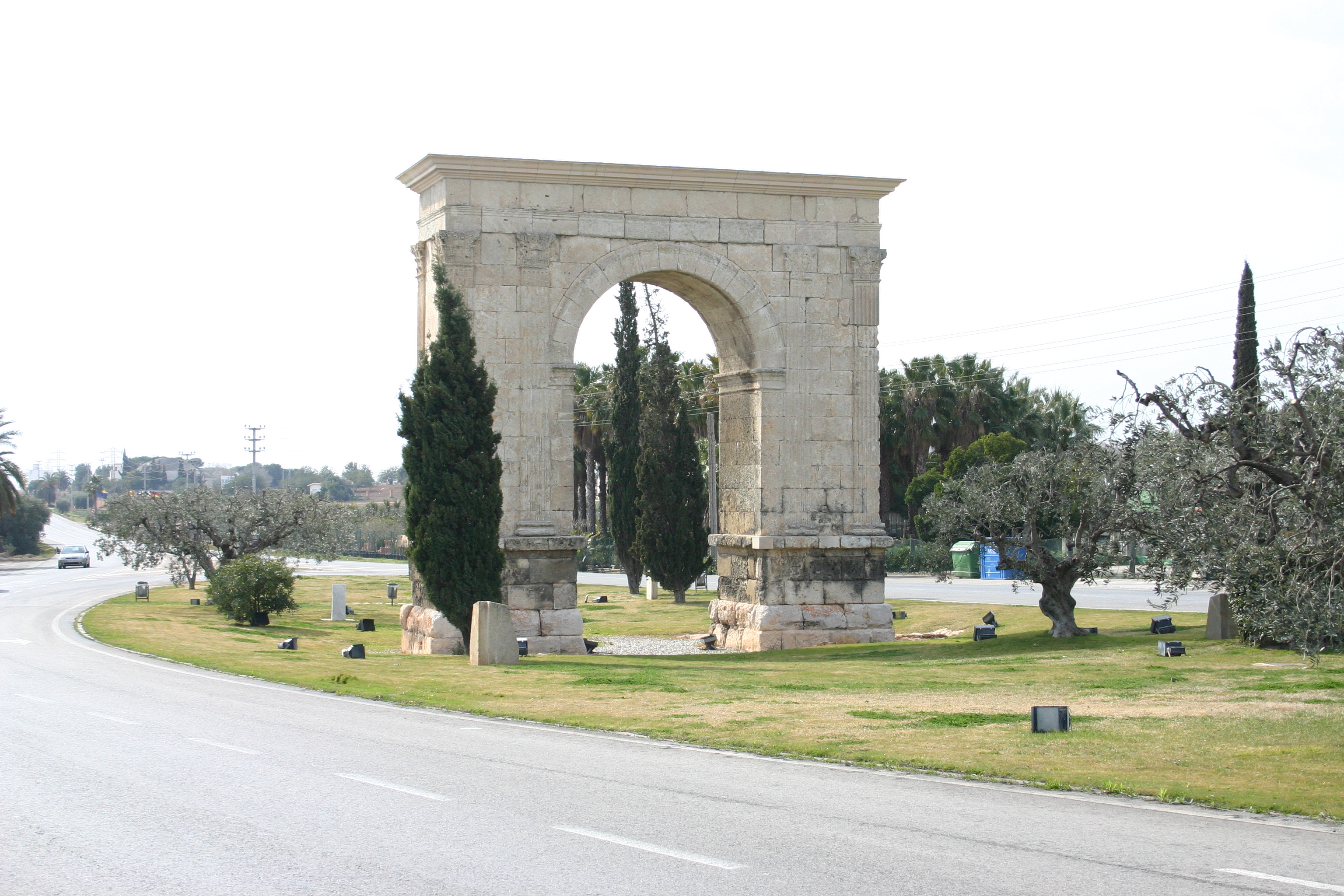
Arc de Berà an der Via Augusta
(heutige Nationalstraße N-340)

Das Umland der Stadt, das sogenannte Camp de Tarragona, gilt dank britischer Forschungen als relativ gut erforscht. In direkter Nähe zur römischen Stadt wurden mehrere außergewöhnlich große Villae rusticae ausgegraben. Die bedeutendsten sind:
- Centcelles (Constantí): → Hauptartikel: Centcelles
Die archäologische Anlage von Centcelles liegt zwischen dem Francolí und der Ortschaft Constantí an der römischen Straße, die Tarraco mit Ilerda verband. Nachweisbar sind fünf Bauphasen. Sie wurde seit 1956 vom Deutschen Archäologischen Institut, Außenstelle Madrid untersucht und restauriert. Am wenigsten bekannt ist die republikanische Phase des Gebäudes (2.–1. Jahrhundert v. Chr.). Im 1. oder 2. Jahrhundert n. Chr. wurde ein großer landwirtschaftlicher Betrieb gebaut, der einen Wohnbereich sowie eine Stellfläche für dolia enthielt. Nach dem Anbau eines weiteren landwirtschaftlichen Gebäudes im 3. Jahrhundert wurde die Anlage im 4. Jahrhundert grundlegend umstrukturiert. Sie erhielt nun eine Ost-West-Ausrichtung, welche die alten Strukturen zum Teil überlagerte. Darin waren nun ein Thermalbereich sowie zwei Kuppelsäle enthalten. Anscheinend wurde das Projekt schon vor seiner Vollendung modifiziert. Einer der beiden Kuppelsäle wurde in ein Mausoleum umgewandelt, und der Thermalbereich wurde verändert. Bei dem Mausoleum handelt es sich aufgrund seines großen Kuppelmosaikes und der frühchristlichen Wandbemalungen um eines der bedeutendsten Denkmäler seiner Zeit in ganz Spanien. Es wird gedeutet als politisches Monument, das in Anlehnung an das Grabmal des Constans, Sohn Kaiser Konstantins des Großen, der im Jahre 350 vielleicht sogar in der Nähe ermordet wurde, gestaltet worden war.
- Els Munts (Altafulla):
Die imposanten Reste dieser Anlage sind noch heute sichtbar. Sie befindet sich etwa 10 km nordöstlich von Tarragona am Ortseingang von Altafulla auf einer Kuppe, die das Meer überblickt. Es handelt sich um einen großen Komplex, bestehend aus zwei Wohnhäusern sowie einem großen Thermenbereich mit dazugehörigen Zisternen. Die ausgegrabene Fläche beträgt 127 mal 110 m und bildet heute einen archäologischen Park. Wahrscheinlich wurde sie im 1. Jahrhundert v. Chr. errichtet. Statuen- und Keramikfunde belegen, dass sie auch noch in der Spätantike genutzt wurde. Das genaue Datum ihrer Auflassung ist nicht bekannt, jedoch lassen Funde westgotischer Gürtelschnallen eine Besiedlung bis in das 7. Jahrhundert hinein vermuten. Zu den bedeutendsten Funden gehört ein persönliches Siegel des Gaius Valerius Avitus aus Augustobriga, der sich wohl in der Mitte des 2. Jahrhunderts auf den Befehl von Kaiser Antoninus Pius in Tarraco aufhielt. Dies könnte belegen, dass die Villa von hochstehenden Persönlichkeiten der Provinzverwaltung genutzt wurde.
- La Pineda (Vila-Seca):
Wenig bekannt ist über diese Villa wenige Kilometer westlich von Tarragona. Allerdings fand man 1955 in einem der Räume das „Mosaik der Fische“ mit 47 Darstellungen von Seetieren des Mittelmeeres, die alle essbar sind. Es befindet sich heute im Museu Nacional Arqueològic de Tarragona.[64]

#### Der Bogen von Berà
An der heutigen Nationalstraße N-340, nordöstlich der Stadt zwischen den Orten Roda de Berà und Creixell, liegt der Bogen von Berà. Der 11,40 m hohe Bogen mit einer lichten Weite von 4,80 m wurde aus lokalem Kalkstein erbaut und befand sich an der antiken Via Augusta. Teile des Architravs wurden in späterer Zeit durch eine in der Nähe gefundene Inschrift des L. Licinius Sura ergänzt. Die Architektur deutet jedoch eher in augusteische Zeit, der Bogen wurde wahrscheinlich zeitgleich mit dem Straßenbauprogramm des Augustus errichtet.

#### Der sogenannteTorre dels Escipions
Etwa 6 km nordöstlich der Stadt befindet sich der sogenannte „Torre dels Escipions“, ein turmförmiges Grabdenkmal, das irrtümlich auf die im 2. Punischen Krieg gefallenen Brüder Gnaeus und Publius Cornelius Scipio bezogen wurde. Das aus lokalen Quadersteinen errichtete Denkmal mit zwei Figuren im Hochrelief, eine davon vermutlich Attis, und zwei Personen in einem im oberen Teil eingemeißelten Relief, sowie einer in Versen abgefassten Inschrift, die allerdings nicht mehr zu entziffern ist, ist eher als Familiengrab aus dem 1. Jahrhundert nach Christus anzusehen.

#### Der Steinbruch von El Mèdol

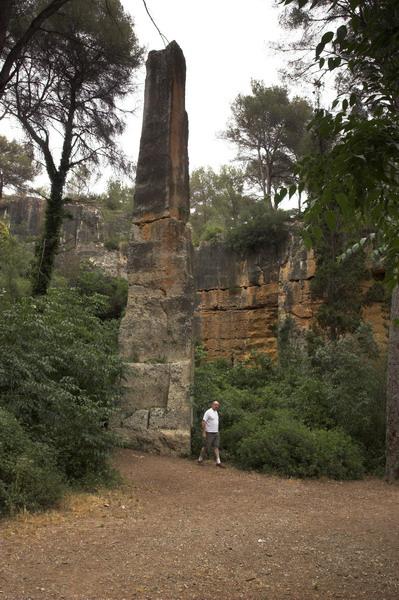
Der Steinbruch von El Mèdol mit seiner markanten Felsnadel

Sechs Kilometer außerhalb der Stadt befindet sich der Steinbruch von El Mèdol mit seiner markanten Felsnadel im Inneren. Er ist der größte von insgesamt acht Steinbrüchen im Umland der Stadt. Hier wurde der sogenannte Soldó geschlagen, der in Tarragona und Umgebung am meisten verwendete Stein. Es handelt sich um einen Kalkstein aus dem Miozän, dessen Farbe zwischen weiß und rötlich variiert; meist ist er leicht goldfarben. Dieser Stein war allerdings qualitativ für die herausragenden Bauten der Stadt nicht geeignet, weshalb man Marmor aus dem gesamten Mittelmeergebiet importierte. Dennoch ist der größte Teil der antiken und mittelalterlichen Gebäude Tarragonas mit dem Soldó errichtet worden, unter anderem auch die Kathedrale Santa Thecla.